# 그리스 독립 전쟁
그리스 독립 전쟁(그리스어: Ελληνική Επανάσταση 엘리니키 에파나스타시[*],
오스만 튀르크어: يُونَانْ عِصْيَانِي Yunan İsyanı 유난 이스야느) 또는 그리스 혁명은 1821년에서 1829년까지 근대 그리스의 혁명주의자들이 오스만 제국에 대항하여 일으킨 독립 전쟁으로, 나중에 유럽 열강들의 지원을 받아 독립을 얻고 그리스 왕국이 성립하였다.
비잔티움 제국이 멸망하고 오스만 제국 시대에 그리스 땅은 대부분 투르크인의 지배를 받았다. 이 시대에 그리스 사람들은 독립을 얻기 위해 수 차례 반란을 일으켰다. 1814년 '필리케 에테리아(한국어: 우호형제단, 그리스어: Φιλική Εταιρεία 혹은 Εταιρεία των Φιλικών, 영어: Society of Friends 혹은 Filiki Eteria)'라는 비밀 단체가 그리스의 해방을 목표로 조직되었다. 필리케 헤타이리아는 펠로폰네소스반도와 도나우 공국, 콘스탄티노폴리스에서 반란을 일으키기로 계획하였다. 이들의 첫 반란은 1821년 3월 6일에 도나우 공국에서 일어났으나, 이내 오스만 제국에 제압되었다. 북쪽에서 일어난 이 사건으로 이들 그리스 인은 펠로폰네소스에서 행동을 개시하였으며, 같은 해 3월 17일에 마니 사람들은 오스만 제국에 전쟁을 선포하였다. 그 달 말, 펠로폰네소스반도에 투르크에 대항한 반란이 일어났으며, 같은 해 10월에는 테오도로스 콜로코트로니스가 이끄는 그리스 사람들이 트리폴리를 장악하였다. 펠로폰네소스 반란으로 크리티섬, 마케도니아, 중앙그리스에서도 반란이 뒤따랐으나 곧 진압되었다. 그러는 사이 에게해에서 임시 그리스 해군이 오스만 해군을 물리쳤고, 투르크의 지원군이 바다에서 건너오지 못하도록 막아냈다.
여러 그리스인 파벌 사이에 긴장이 높아지면서, 사실상 내전이 벌어졌다. 이때 오스만의 술탄은 무함마드 알리와 협상하여 알리는 영토를 대가로 아들 이브라힘 파샤와 진압군을 보내었다. 1825년 2월 이브라힘은 펠로폰네소스에 상륙하여 즉시 승리하였고, 1825년 말 펠로폰네소스 대부분이 이집트군의 손아귀에 넘어갔으며, 1825년 4월부터 투르크 군대가 포위하던 메솔롱기 시는 이듬해 4월에 함락되었다. 이브라힘은 마니반도에서 패배하긴 하였으나, 펠로폰네소스에서 일어난 반란 대부분을 진압하고 아테네를 수복하였다.
러시아 제국, 영국, 프랑스 3개 열강은 몇 년 동안 협상 끝에 그리스 분쟁에 개입하기로 하여 각국 해군을 그리스에 파병하였다. 투르크-이집트 함대가 그리스의 이드라 섬을 공격하리란 소식을 접한 연합군 함대는 나바리노에서 투르크-이집트 함대를 가로막았다. 일주일간 대치하다 백병전 이 일어나 투르크-이집트 함대가 궤멸되었다. 프랑스 원정군의 도움으로 그리스인들은 투르크인을 펠로폰네소스에서 몰아내고 나아가 1828년 중앙그리스의 일부도 장악하였다. 몇 년간의 협상 끝에 1832년 5월 그리스는 독립국으로 승인되었다.
그리스 혁명은 단순한 일개 지역의 독립 운동이 아니라, 빈 체제에 대한 도전이라는 성격도 있어 독립 과정은 복잡하게 전개되었다. 그리스가 독립 전쟁의 와중에 자유주의적 헌법을 채택한 것도 이에 일조하였다. 러시아가 빈 체제의 수호자로서의 지위를 벗어던지고 그리스의 독립을 지지하고 나섬에 따라 빈 체제가 동요하게 된다.

## 배경

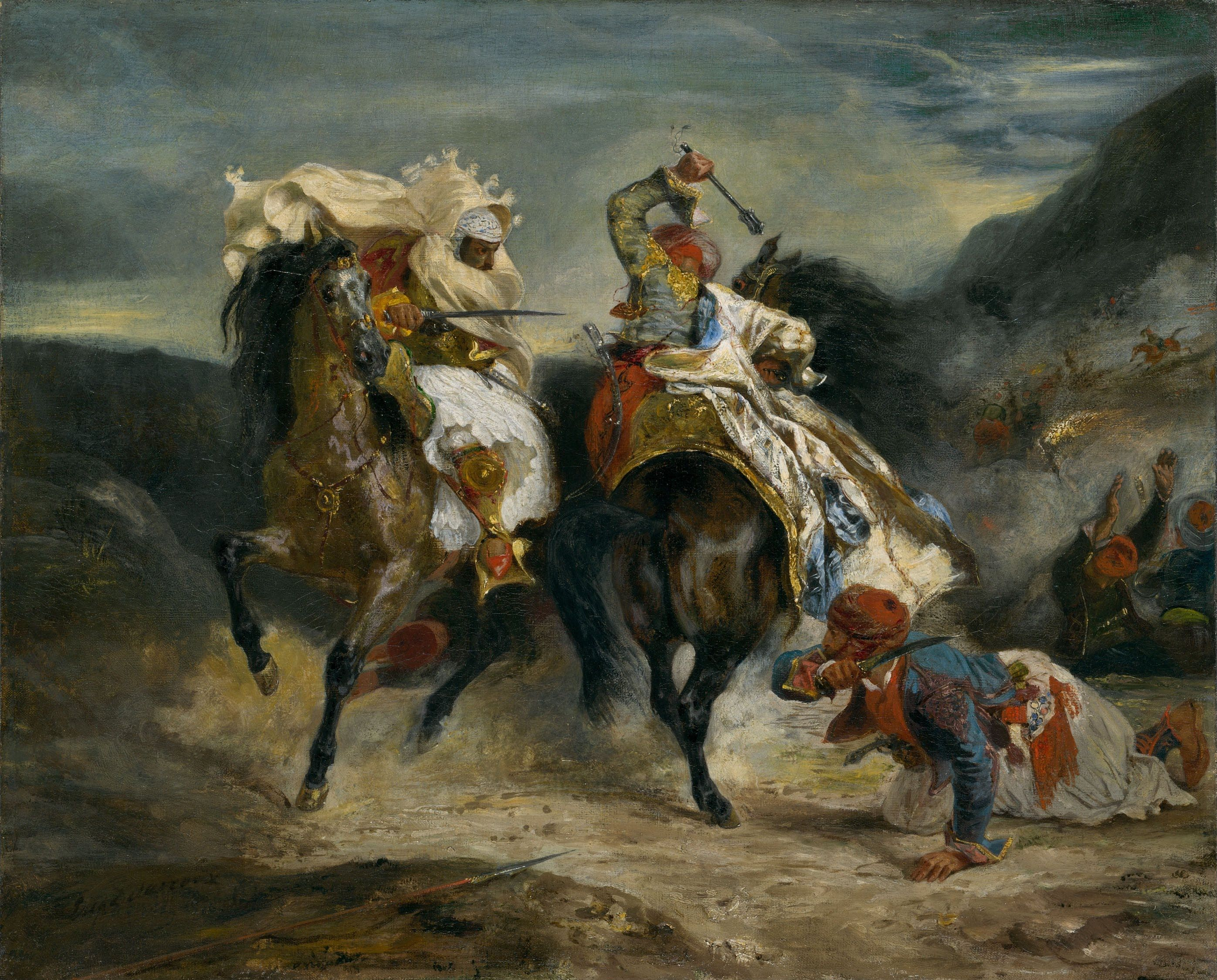
외젠 들라크루아의 작품 "이단자와 파샤의 전투". 1827년작. 캔버스에 유화. 시카고 예술원. 바이런 경의 시 이단자에서 영감을 얻은 작품이다.

1453년 콘스탄티노폴리스가 함락되고, 함락과 동시에 후계 국가들도 몰락하면서 비잔티움 시대는 종말을 고하였다. 그 직후 오스만 제국이 발칸반도와 아나톨리아를 지배하였는데, 예외 지역도 있었다. 이오니아 제도는 영국이 지배하였고, 아그라파, 스파키아, 술리, 히마라, 마니반도 등 일부 산간 지역에서는 오스만 제국의 권능이 도전받았다. 그리스 정교도는 오스만 지배하에서 약간의 정치적 권한을 보장받긴 하였으나, 이들은 열등한 신민으로 치부되었다. 투르크인들은 그리스 사람 대부분을 '라야스'(rayas)라고 불렀는데, 이것은 신민 무리를 이르는 말이었다. 그러나 18세기와 19세기에 유럽 전역에 혁명적 민족주의가 일어났고, 발칸 지역도 예외가 아니었다. (상당부분은 프랑스 혁명의 영향이 컸다.) 오스만 제국의 지배력은 쇠퇴하고 그리스의 민족주의가 발흥하였는데, 이들의 대의는 서유럽과 러시아로 이주한 상인의 지원을 끌어내었을 뿐 아니라, 서유럽의 그리스 문화 애호자(Philhellenes)의 도움도 얻게 된다. 그리스의 독립 운동은 동유럽에서 첫 민족주의 성격을 띈 운동일 뿐 아니라, 오스만 제국과 같은 비 기독교 지역에서 처음으로 일어난 민족주의 운동이기도 하다.

## 오스만 제국 지배하의 그리스 사람들
그리스 혁명은 사건이 아니라, 오스만 제국의 지배를 받던 전 시대에 걸쳐 수없이 일어나고 실패하던 독립 운동이었다. 1603년 모레아에서는 비잔티움 제국을 재건하려는 움직임이 있었다. 17세기 내내 펠로폰네소스반도와 다른 지역에서는 1600년과 1611년에 에페이로스에서 일어난 철학자 디오니시오스의 반란처럼 격렬한 反오스만 제국 투쟁이 벌어졌다. 모레아 전쟁으로 펠로폰네소스반도는 30년간 베네치아 공화국의 지배를 받기도 하였다. 1680년대부터 1715년 터키-베네치아 전쟁으로 오스만 제국이 반도를 수복할 때까지 이 지역은 혼란 상태였으며, 클레프테스 도적 무리가 늘어나면서 17세기 내내 이런 상황이 이어졌다. 첫 대규모 반란은 1770년대에 러시아의 지원을 받아 일어난 오를로프 반란으로, 어느 정도 성공을 거두다 결국 오스만 제국에 진압되었다. 반란이 실패하자 투르크계 알바니아인들이 그리스 본토의 여러 지역을 약탈하였다. 그러나 마니 사람들은 계속 투르크에 저항하여, 사실상 자치를 누렸으며, 이 지역에 침입한 투르크인들을 수차례 격퇴하였는데, 가장 유명한 사례는 1770년의 침입이다. 제2차 러시아-터키 전쟁 당시 트리에스테의 그리스인 집단은 람브로스 카초니스가 이끄는 소함대에 돈을 대어주었는데, 이들 함대는 투르크 해군의 성가신 골칫거리였으며, 전쟁에서 클레프테스와 민병대(Αρματολοί)가 다시 들고 일어났다.
한편 수많은 그리스 사람들의 오스만 제국의 관료 조직에서 특권적인 지위를 누렸다. 콘스탄티노폴리스 총대주교를 통하여 그리스 사람들은 정교회 업무를 다루었는데, 정교회의 고위 성직자들은 대부분 그리스계였기 때문이었다. 오스만 제국의 밀레트 제도 덕분에 총대주교 관구의 그리스인 성직자들은 제국의 정교도 신민들(Rum milleti) 들 다스릴 수 있었다. 현대 학자들은 그리스 정교회가 그리스인의 민족적 정체성을 지키고, 그리스 사회가 발전하고 그리스 민족주의가 일어나는데 중요한 역할을 하였다고 주장한다. 18세기부터 콘스탄티노폴리스의 유력한 가문 사람들(파나리 사람)이 투르크의 외교 정책과 종국에는 관료 조직 전반을 상당부분 장악하였다.

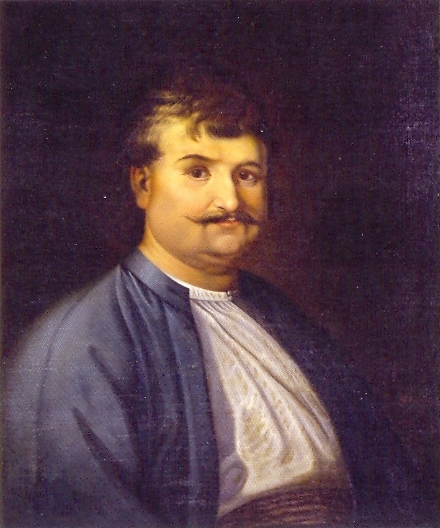
리가스 페레오스(안드레아스 크리에지스가 그린 초상화). 그는 오스만 제국에 대항하여 서로 협력하여 범발칸 지역의 반란을 일으킬 계획을 세웠으며, 그리스 혁명의 선구자로 평가받는다.

이 시기에 또 중요한 점으로는 그리스인들이 예로부터 에게해의 군도에서 확고하게 해운업에 종사하고 있었다는 사실인데, 18세기 영향력있는 상인 계급이 등장하여 그들이 창출한 부로 학교와 도서관을 세우고 젊은 그리스인들을 서유럽 대학에 유학보낼 수 있게 된다. 또 그리스인들이 급진적인 이상인 유럽 계몽주의와 프랑스 혁명, 낭만적 민족주의를 접한 곳도 바로 이곳이었다. 이들은 당대 교육받은 그리스 청년들이 그리스어와 그 문화를 깨닫게 하기도 하였다. 아다만티오스 코라이스나 안티모스 가지스 등 교육받고 영향력있던 그리스 이주민들은 그리스인들의 교육 수준을 높이고 동시에 이들의 민족적 정체성을 강화하기 위하여 그리스 사람들에게 이러한 사상을 전해주었다. 새로운 사상을 전하기 위하여 그리스어로 된 책과 소책자, 여타 문서를 퍼뜨린 이러한 과정을 근대 그리스 계몽(Διαφωτισμός)이라고 한다. 학교나 도서관을 세우고 서적을 출판한 것 외에도 여기서 부유한 상인들은 자금 지원을 통해 매우 중요한 역할을 하였다. 특히 그리스 독자를 대상으로 하여 출판되는 책은 더욱 늘어났다. 18세기 마지막 1/4분기에 출간된 서적의 수는 첫 1/4분기에 나온 책보다 7배나 많았다. 20년 뒤 혁명 직전까지 1,300여권의 서적이 출판되었다.
오스만 제국 내외의 그리스인들이 합의를 형성하는데 기여한 작가와 지식인 가운데 가장 영향력있는 인물은 리가스 페레오스였다. 테살리아에서 태어나 콘스탄티노폴리스에서 수학한 페레오스는 1790년대에 빈에서 '에피메리스'(Εφημερίς, "신문")라는 그리스어 신문에 글을 썼다. 프랑스 혁명에 깊은 영향을 받은 그는 처음으로 모든 발칸 민족(이 지역의 투르크인도 포함하여)의 해방과 "발칸 공화국" 건국을 목표로 한 광범위한 민족주의 운동을 생각하고 고안하였다. 페레오스는 일련의 혁명과 관련한 소책자를 출판하고, 그리스인과 나중에는 범발칸 공화국을 위한 공화제 헌법을 제안하였다. 그러나 1797년 그는 트리에스테에서 오스트리아 관리에 체포되어 그의 공모자들과 더불어 오스만 제국의 관리에 인계되어 베오그라드로 이송되었다. 1798년 6월 이들은 모두 교살되었고, 그 시체는 도나우강에 버려졌다. 페레오스의 죽음은 결국 그리스 민족주의의 불씨를 당기게 된다.

### 클레프테스와 민병대

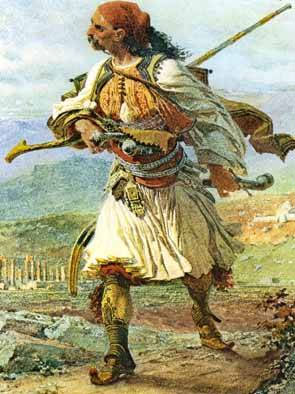
그리스 민병대, 카를 하그가 그린 수채화

중앙 정부의 군사력이 약하던 시기에 발칸 지역의 농촌에는 무슬림과 그리스도 교도를 가리지 않고 공격하던 여러 도적 무리가 활개쳤는데, 이들을 그리스어로 클레프테스(κλέφτες)라 한다. 오스만 제국에 저항했던 이들 클레프테스 도적들은 민간 설화에서 찬탄의 대상이었으며 중요한 역할로 나온다. 클레프테스의 공격에 대응하여 오스만 제국은 이들 무리 가운데 뛰어난 자를 그리스도 교도 병사로 삼았는데, 이들이 민병대(αρματολοί)이며, 산지 고갯길 등 위험한 지역의 치안을 맡겼다. 이들이 통제하는 지역을 민병대 구역(armatolik)이라고 불렀는데, 가장 오래된 사례는 무라트 2세 시대에 아그라파에 형성된 민병대 구역이다.
클레프테스와 민병대의 차이는 분명하지 않은데, 후자는 종종 당국에 더 많은 이득을 뜯어내기 위하여 클레프테스가 되기도 하였고, 그러면 투르크는 이들을 상대하기 위해 다른 클레프테스 무리에게 민병대 구역을 맡겼기 때문이다.
클레프테스나 민병대는 공동의 목표로 모인 사회 계급은 아니었으나, 지방 지배층을 이루었다. 민병대의 지위는 점차 세습되어, 어떤 수령들은 자신의 구역을 개인 재산으로 다루기도 하였다. 이들은 막강한 권력을 쥐었으며, 오스만 행정 당국을 이루는 의존 관계망에 통합되었다. 어떤 자들은 자신의 민병대 구역에 독자적인 지배권을 확립하려들기도 하였는데, 오스만 정부는 이들을 제거하기 위해 노력했지만 번번이 실패하였다. 그리스 독립 전쟁 당시 오늘날 테살리아, 이피로스, 남부 마케도니아를 일컫는 루멜리 지역에 강력한 민병대가 활동할 수 있게 되었다. 얀니스 마크리얀니스에 따르면, 독립 전쟁 당시 그리스편에서 유일하게 상당한 군사 조직을 이룬 클레프테스와 민병대는 그리스 혁명에서 매우 중요한 역할을 하였다고 하며, 그는 이들을 "자유의 누룩"이라고 칭하였다.

### 필리케 헤타이리아
페레오스의 순절은 니콜라오스 스쿠파스, 마놀리스 한토스, 아타나시오스 차칼로프 이 세 젋은 그리스 상인에게 영향을 주었다. 프리메이슨식의 비밀 결사 집단인 이탈리아의 카르보나리의 영향을 받은 그들은 그리스 상인 디아스포라의 중심지 가운데 한 곳인 오데사에서 1814년 필레케 헤타이리아라는 비밀 결사 조직을 만들었다. 영국, 미국의 부유한 그리스 해외 공동체와 서유럽의 그리스 동정론자들의 지원을 얻어 이들은 반란을 모의하였다. 필레케 헤타이리아의 목표는 그리스 민족 국가 수립이 아니라 콘스탄티노폴리스를 수도로 두는 비잔티움 제국의 부활이었다. 1820년대 초 러시아 알렉산드르 1세의 외무 장관을 지낸 바 있는 이오니아 제도 출신의 관리 요안니스 카포디스트리아스가 필레케 헤타이리아에 접근하여 지도자로 임명해주길 제의하였으나 거부되었으며, 친우들(Filikoi, 필레케 헤타이리아의 구성원)은 알렉산드르 차르의 부관으로 러시아 군대에서 장군으로 복무하던 파나리 사람 알렉산드로스 입실란티스를 지도자로 삼았다.
필레케 헤타이리아는 급속하게 성장하여, 그리스 세계 전역과 그리스 사회 모든 분야에서 친우들을 모을 수 있었다. 1821년 오스만 제국은 페르시아와 전쟁을 치르고, 알리 파샤의 반란을 상대하느라, 모레아의 지사(vali) 후르시드 파샤와 다른 지역 고관들은 자신의 임지를 떠나고 반란 작전에서 손을 놓을 수밖에 없었다. 같은 시기 유럽 열강들은 나폴레옹 1세 이후 혁명 움직임에 대항하여 "유럽 협조 체제"를 이루어 이탈리아와 에스파냐을 처리하는 데 몰두하고 있었다. 그리스 사람들은 지금이야말로 반란을 일으킬 시기가 무르익었다고 판단하였다. 이들의 당초 계획은 펠로폰네소스반도, 도나우 공국, 콘스탄티노폴리스 세 곳에서 폭동을 일으키는 것이었다.

## 그리스 문화 애호

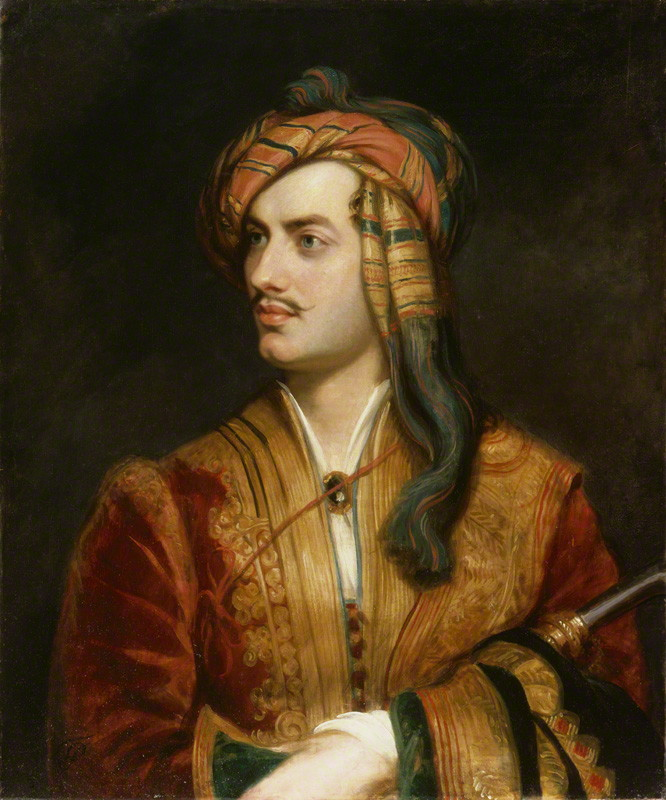
시인 바이런 경.(토마스 필립스가 그린 초상화) 영국의 저명한 그리스 문화 애호자로 그리스 혁명 전쟁 중 죽었다.

그리스의 고전 유산 덕분에 유럽 전역에서 그리스 문제에 대한 동정론이 일었다. 저명한 시인인 바이런 경을 비롯하여 여러 부유한 미국인과 서유럽 귀족들이 무기를 들고 그리스 혁명에 뛰어들었다. 그리스 혁명에 자금을 대는 사람도 많았다. 그리스 문화 애호자였던 영국의 해군 장교이자 역사가 토머스 고든은 혁명 투쟁에 참가하였으며, 나중에 처음으로 그리스 혁명에 관한 역사서를 영어로 썼다. 그리스 문화 애호자들은 자신들의 생각과 배치되는 그리스인들의 잔학 행위는 종종 간과하였으며, 자신들의 자유주의 충동을 그리스 혁명에 쏟았다.
처음에 열강들은 그리스 문제에 미지근한 반응이었지만, 유럽 대중은 그리스의 반란에 대해 널리 공감을 느꼈다. 어떤 역사가들은 그리스도 교도의 잔학 행위는 무시하거나 평가 절하하면서, 유럽 전역에서 오스만 제국이 잔학 행위를 자행하였다고 주장하기도 하였다. 오스만의 어느 학살 사건은 외젠 들라크루아의 유명한 그림 키오스 섬의 학살에 영감을 주었으며, 들라크루아의 여타 그리스 문화 애호적인 작품은 바이런의 시에서 영향을 받았다. 가장 저명한 그리스 문화 애호자였던 바이런은 자신의 명성과 부를 이용하여 그리스 문제에 뛰어들었다. 그는 알바니아와 그리스에서 지냈으며, 자금을 모으고 여러 선박의 식량 등 물자를 대었으나, 1824년 메솔롱기에서 열병으로 죽었다. 그의 죽음으로 유럽에서는 그리스 문제에 대한 동정론이 더욱 강해졌다. 들라크루아의 그림과 더불어 바이런의 시는 대가 없이 그리스 혁명에 지지하는 유럽 여론을 일으키는데 일조하였으며, 그리하여 서구 열강도 직접 개입하게 된다.
그리스 문화 애호는 낭만주의가 발생하는데 기여하였는데, 이로써 예술계와 문학 지성계의 젊은 세대들이 고대 역사의 연장선상에서 근대 그리스 역사를 다루어 고전 주제를 넓힐 수 있게 되었으며, 고대 그리스의 정신이 소생된다는 생각은 그리스 문제의 지지자들의 수사에 스며들었다. 근대 고전주의자와 낭만주의자들은 투르크인을 축출하는 일이 황금 시대를 되살리는 전조라고 여겼다.

## 혁명 발발

### 도나우 공국
1820년 4월 알렉산드로스 입실란티스가 필레케 헤타이리아의 수장으로 선출되어, 봉기 계획의 과업이 그에게 맡겨졌다. 입실란티스는 발칸 지역의 모든 그리스도 교도들을 봉기하도록 선동하고, 또 이들을 대신하여 러시아가 개입할 수 있도록 의도를 품고 있었다. 3월 6일 그는 동지들과 프루트강을 건너 도나우 공국으로 갔다. 이곳의 루마니아인 그리스도 교도들이 자신들과 합류하도록 그는 자신이 "한 열강국(러시아를 암시한다)의 지원"을 받고 있다고 알렸다. 프루트강을 건넌 지 이틀 뒤에 입실란티스는 모든 그리스인과 그리스도 교도가 오스만 제국에 대항하여 봉기할 것을 요구하는 선언을 발표하였다.
그는 아마 오스만 군대가 공국에 진입하는 것을 막을 수 있고, 러시아가 반란을 기정 사실로 받아들이고 개입하게끔 할 수 있을 브레일라(Brăila)에 바로 가지 않고, 대신 야쉬(Iaşi)에 머물러 일부 親오스만파 몰도바인을 처형하도록 명령하였다. 몇 주나 지체하고 3월 27일에 부쿠레슈티에 도착한 그는 왈라키아의 게릴라(pandur)들이 계속 올테니아를 중심으로 반란 전쟁을 계속 하고 그리스의 대의를 도와주도록 의존할 수 없다고 판단하였는데, 게릴라 지도자 투도르 블라디미레스쿠는 필레케 헤타이리아의 명목상의 동맹일 뿐 입실란티스를 불신하였으며, 러시아와 오스만 제국 모두와 관계를 유지하도록 노력하면서 스칼랏 칼리마치(Scarlat Callimachi)가 부쿠레슈티의 왕위에 오르지 못하도록 반란 전쟁을 이어나갔다.

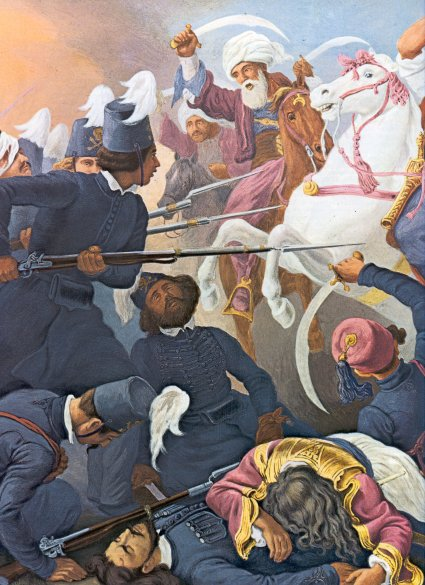
페터 폰 헤스가 그린 "드러거샤니의 신성대 전투". 그리스 아테네 베나키 박물관.

이 때 러시아의 외무장관 카포디스트리아스는 알렉산드르 1세의 명을 받고 입실란티스에게 차르의 비난 서신을 전하였다. 카포디스트리아스는 입실란티스에게 자신의 이름이 군대 명부에서 지워졌으며, 자신은 무기를 놓도록 명령을 받았다고 전하였다. 입실란티스는 이 서신을 무시하려 들었지만, 블라디미레스쿠는 이 편지로서 이제 자신이 필레케 헤타이리아에 아무 의무도 없다는 의미로 받아들였다. 그의 진영 내부에서 갈등이 터져나왔고, 6월 7일에 필레케 헤타이리아에 의하여 처형당하였다. 오스만이 왈라키아에 개입하면서 루마니아 동맹자를 잃고 그리스 망명자들은 패배하였으며, 6월 19일 드러거샤니 전투에서 대패하고 신성대는 궤멸되었다.
알렉산드로스 입실란티스는 형제 니홀라오스와 남은 동지와 함께 림니쿠 빌체아(Râmnicu Vâlcea)로 퇴각하여, 국경을 넘기 위하여 허가를 얻고자 며칠간 오스트리아 정부와 협상하였다. 동지들이 자신을 투르크인에게 넘길 것을 두려워한 입실란티스는 코지아 수도원에서 테 데움을 부른 사건으로 오스트리아가 투르크에 전쟁을 선언했으며, 오스트리아 최고사령관과 방책을 논의해야한다는 핑계로 국경을 넘겠다고 말하였다. 그러나 프란츠 2세가 신성 동맹의 반동 정책을 강행하였으며, 오스트리아는 인접 국가의 반란군 지도자 망명을 받아주길 거부하였다. 입실란티스는 7년간 투옥되었다. 몰다비아에서는 요르야키스 올림피오스와 얀니스 파르마키스가 이끄는 투쟁이 이어졌으녀, 그 해 말, 이 지역은 오스만에 진압되었다.

### 펠로폰네소스

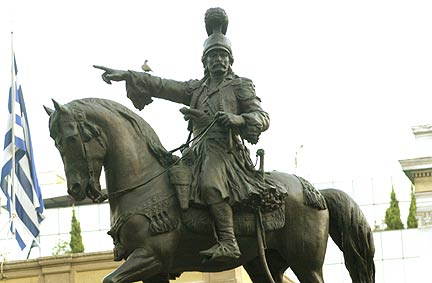
그리스 아테네에 있는 테오도로스 콜로코트로니스의 기마상.

예부터 오스만 제국에 저항한 전통이 깊은 펠로폰네소스반도는 반란의 심장부가 되었다. 1821년 초, 모레아 지사 후르시드 파샤와 투르크 군대가 자리를 비우면서, 그리스인들이 봉기하기에 상황이 유리해졌다. 유명한 그리스인 클레프테스 테오도로스 콜로코트로니스는 나폴레옹 전쟁 당시 이오니아 제도의 영국군에서 복무하다가 1821년 1월 6일에 귀한하여 마니반도로 갔다. 투르크인들은 콜로코트로니스가 도착했음을 알았고, 이곳 수령(bey) 페트로스 마브로니할리스에게 콜로코트로니스를 넘겨주도록 요구하였다. 마브로미할리스는 자신은 한 노인일 뿐이라면서 요구를 거부하였다.
1월 26일 보스티차(오늘날의 에이오)에서 펠로폰네소스 전역의 수령들과 고위 성직자들이 모인 중요한 회합이 열렸다. 이곳에서 민간 지도자 대부분은 의심을 드러내며, 러시아가 개입한다는 보장을 요구하였지만, 클레프테스 수령들은 봉기할 태세가 되었음을 선언하였다. 그렇지만 입실란티스가 도나우 공국으로 갔다는 소식이 전해지면서 펠로폰네소스의 분위기는 긴장 상태로 접어들었다. 그해 3월 중순 산발적으로 무슬림에 대한 습격이 일어나 봉기의 시작을 알렸다. 전승에 따르면 파트라 대주교 예르마노스가 아야 라브라 수도원에서 3월 25일에 혁명을 선언한다는 이야기가 있었지만, 이는 후대의 날조이다. 그러나 이 날은 혁명이 공식적으로 시작된 날로, 그리스의 국경일이다.
1821년 3월 21일 아레오폴리에서 마니 사람들이 투르크인에 대해 전쟁을 선포하였다. 페트로스 마브로미할리스가 지휘하는 2,000명의 마니 사람들의 군대 가운데는 콜로코트로니스와 그의 조카 니키타라스, 파파플레사스도 있었으며, 군대는 메시니아의 칼라마타 마을로 진군하여 23일에 그리스인 손에 함락되었다. 같은 날 그리스인 수석 대주교 안드레아스 론도스가 보스티차에서 봉기하였다. 3월 28일 그리스인들의 통치 평의회 가운데 처음으로 모인 메시니아 의회가 칼라마타에서 최초로 열렸다.

가장 널리 쓰였던 초기 혁명기. 콜로코트로니스 가문과 관련이 있다.

아하이아에서는 3월 21일 칼라브리타 마을이 포위되었다. 이미 긴박한 상황이었던 파트라에서는 2월 말에 오스만 사람들이 재산을 옮겼으며, 며칠 뒤엔 가솔들도 뒤를 따랐다. 3월 22일 혁명군은 예르마노스 대주교가 자리한 가운데 파트라의 아요스 게오르요스 광장에서 혁명을 선언하였다. 다음 날 아하이아의 혁명 지도자들은 혁명의 명분을 설명하는 문서를 외국 영사관에 보내었다. 3월 23일 오스만 제국은 파트라에 산발적인 공격을 감행하였으나 파나이요티스 카라차스가 이끄는 혁명군은 이들을 다시 요새로 몰아냈다. 이곳에 숨어있던 얀니스 마크리얀니스자신의 회고록에서 이 일을 회상하기를 "파트라에서 이틀 뒤 총성이 울렸다. 투르크 사람들은 요새를, 로마(그리스) 사람들은 해안을 장악하였다."
3월 말 그리스 사람들은 사실상 농촌 지역을 장악하였으며, 투르크 사람들은 파트라, 리오, 아크로코린토스, 모넴바시아, 나플리오 그리고 펠로폰네소스의 주도 트리폴리 등 이들 요새에서 발이 묶여있었다. 트리폴리에서는 봉기가 일어나자 여러 무슬림들이 가족과 함께 이미 도주한 상황이었다. 그리스인들은 포병이 부족했기 때문에 각 수령이 이끄는 지역 비정규 군대가 이들 모든 요새를 느슨하게 포위하고 있었다. 트리폴리 외에 모든 곳은 바다와 접해있어 오스만 함대를 통해 보급과 지원을 받을 수 있었다. 트리폴리를 함락하기로 결심한 콜로코트로니스는 그리스 병사 300명과 함께 아르카디아로 이동하였다. 아르카디아에 진입하자 이들 군대는 1,300명의 투르크 군대와 싸워 물리쳤다. 그해 10월 5일 콜로코트로니스 군대는 트리폴리를 함락하였다. 이틀 뒤 30,000명이 넘는 트리폴리의 투르크 사람들이 죽임을 당하였으며, 유대인 주민 전체가 일소되었다.

### 중앙그리스

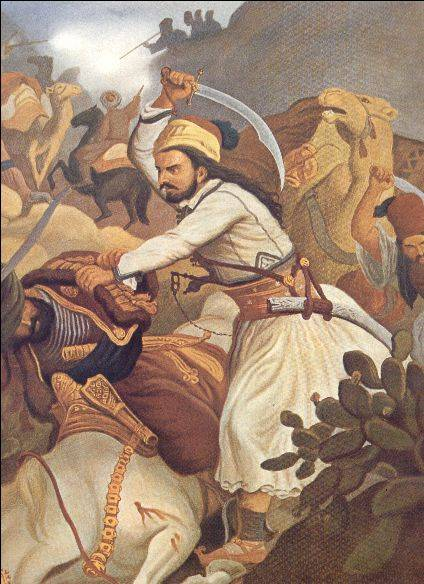
바실리카 전투로 수많은 그리스 혁명군이 안전하게 되었다. 페터 폰 헤스의 그림.

중앙그리스의 여러 민병대들도 필레케 헤타이리아에 합류하였다. 혁명이 터지자 이들은 혁명군과 함께 무기를 들었으며, 이들 가운데는 서로의 인맥을 좇아 참가한 오디세아스 안드루초스, 게오르요스 카라이스카키스, 아타나시오스 디아코스도 있었다.

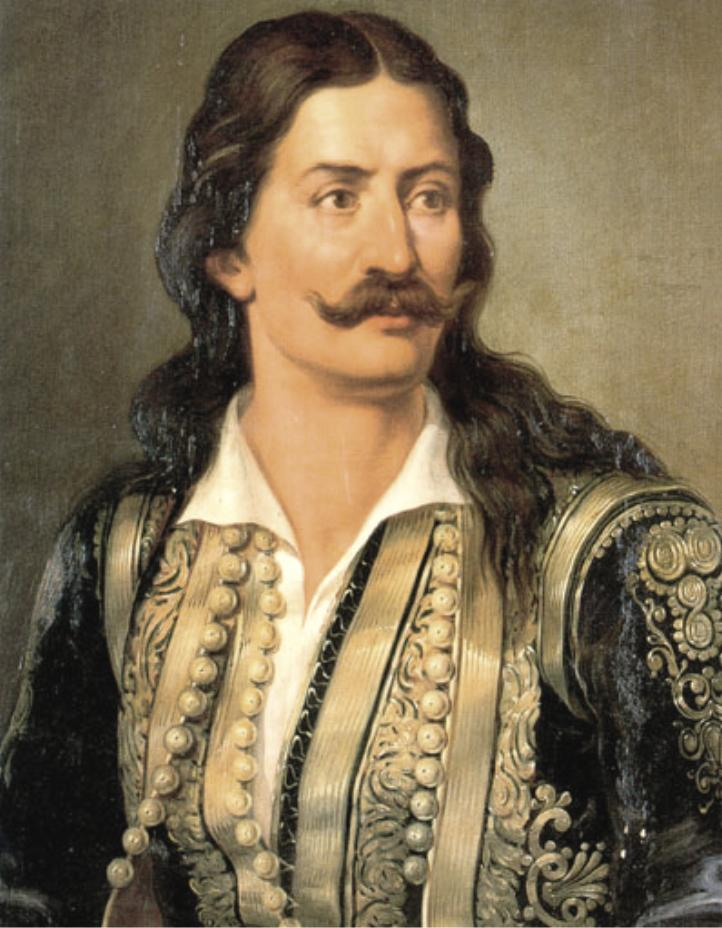
아타나시오스 디아코스

중앙그리스에서 처음으로 반란을 일으킨 지역은 포키다로 3월 29일의 일이었으며, 이틀 뒤에 티바(테베)도 뒤를 이었다. 오스만 수비대는 이 지역 중심지인 살로나의 성채에서 버티다가 4월 10일에 그리스인에 함락되었다. 같은 시기 그리스인들은 알라마나 전투에서 오마르 비리오니의 군대에 패배하였으며, 이 전투에서 아타나시오스 디아코스가 목숨을 잃었다. 그러나 오스만 세력은 파르나소스 산와 델피 고대 유적 근처에서 벌어진 그라비아 전투로 오디세아스 안드루초스가 이끄는 그리스 군대에 패하여 주춤하였다. 비리오니는 보이오티아로 가서 리바디아를 약탈하며 모레아로 가기전에 지원을 기다렸다. 베이란 파샤가 이끄는 이들 8,000명의 군대는 결국 그해 8월 26일 바실리카 전투에서 패하였다. 이 패배로 비리오니는 철수할 수밖에 없었고, 풋내기 그리스 혁명군은 위험에서 벗어났다.

### 크리티
크리티 사람들도 혁명에 광범위하게 참여하였으나, 이집트의 개입으로 투르크의 지배에서 벗어나지 못하였다. 투르크인과 싸우다 순절한 국민 영웅 다스칼로얀니스처럼 크리티에는 투르크에 저항한 오랜 역사가 있었다. 1821년 반란을 일으킨 그리스도 교도들에게 오스만 당국은 잔혹한 응징으로 맞섰으며, 주모자로 간주된 몇몇 주교들을 처형하였다. 술탄 마흐무트 2세는 자신의 불충한 봉신이자 정적인 이집트 태수에게 크리티 태수령을 제의하며 도움을 요청하였다. 1824년 이집트 군대가 섬에 상륙하였으며, 이브라힘이 크리티의 반란을 종결할 임무를 맡았다.
1821년에서 1828년까지 크리티 섬에선 전투와 잔학 행위가 계속되었다. 무슬림들은 북쪽 해안의 거대한 요새촌으로 물러났으며, 이곳에서 이들 가운데 60% 정도가 전염병과 굶주림으로 죽었다. 크리티의 기독교인 역시 인구의 21%가 죽었다.

### 마케도니아
테살로니키를 비롯한 마케도니아의 여러 도시들이 경제적으로 발전하면서 그와 더불어 문화와 정치 면에서도 부흥기를 맞았다. 레가스 페레오스와 같은 사람들의 이상과 애국심을 담은 노래는 테살로니키 사람들에게 깊은 인상을 남겼다. 1812년에서 1813년에 '투리오스'는 이런 노래 가운데 가장 대중적인 노래였다. 몇 년 뒤 그리스 남부에서 터져나온 혁명의 열기가 북쪽까지 퍼졌으며, 필레케 헤타이리아 세력이 급속히 이곳에서도 뿌리를 내렸다. 마케도니아에서 혁명을 지도하고 지원하던 사람은 세레스, 도비차 마을 출신의 엠마누엘 파파스로, 그는 1819년에 필레케 헤타이리아에 가입하였다. 파파스는 오스만 제국 지역 당국과 이곳의 태수 이스마일 베이에 상당한 영향력이 있던 사람으로, 자신의 부를 그리스 독립의 대의에 쏟아부었다.
알렉산드로스 입실란티스의 지시로 마케도니아 주민들이 반란을 일으킬 기반을 마련하기 위하여 파파스는 3월 23일에 콘스탄티노폴리스에서 무기와 군수품을 배 한 척에 실어와 아토스산으로 갔는데, 이곳이 반란을 일으키기에 가장 좋은 장소라고 여겼기 때문이다. 그러나 바칼로풀로스가 썼듯이, "반란을 일으키기에 충분한 준비가 되지 않았으며, 혁명의 이상은 아토스산 수도사들의 이상 세계와 화합할 수 없는 것이었다."
프사라에서 온 선원들이 차예지에서 투르크 상인을 잡아 재산을 빼앗자 이에 분노한 투르크인들이 5월 8일에 세레스의 거리에 나와 저명 인사들의 집에서 무기를 수색하였으며, 프사라 사람에 대한 보복으로 도시 사람들과 150명의 상인들을 투옥하고 이들의 물건을 빼앗았다.
테살로니키에서는 유수프 베이(이스마일 베이의 아들)가 자신의 관청에 400명이 넘는 인질을 투옥하였으며, 이들 가운데 100명 이상이 수도원 지역에서 온 수도사들이었다. 그는 폴리이로스의 유력 인사들을 잡아들이려고 했는데, 이들은 태수의 의도를 알아차리고 도망쳤다. 5월 17일 폴리이로스의 그리스 사람들은 무기를 들고 일어나 그곳 지사와 그의 부하 14명을 죽이고, 3명에게 부상을 입혔다. 이들은 두 번이나 투르크의 분견대를 물리쳤다. 5월 18일 유수프가 폴리이로스에서 사건이 일어났으며, 할키디키반도의 여러 마을에서 반란이 퍼지고 있음을 알게되자 태수는 자신의 면전에서 인질 절반을 죽이도록 명령하였다.
19세기 말에야 이 도시의 그리스 집단이 회복하게 된다. 그러나 이 반란 덕분에 아토스산과 카산드라와 타소스섬이 가담하게 되었다. 그러는 사이 할키디키반도의 반란은 느리고 무질서하게 확대되었다. 1821년 7월, 반란군은 트라키아와 남부의 연락을 끊고자 하지 메흐메트 바이람 파샤가 소아시아의 군대를 남부 그리스로 진군하는 것을 막으려 하였다. 반란군은 이들을 지체시키기는 하였지만, 결국 반란군은 렌티나 고개에서 패배하고 만다.
당시 할키디키반도 반란은 아토스산과 카산드라가 있는 할키디키반도에 국한되어 있었다. 1821년 10월 30일 테살로니키의 새 태수 메흐메트 에민 아불루부드가 반격을 개시하여 카산드라에서 결정적인 승리를 거두었다. 파파스와 더불어 패잔병들은 프사라 함대에 구출되어 대개 스키아토스, 스코펠로스, 스키로스 섬으로 갔다. 그러나 파파스는 이드라로 혁명에 가담하러 가는 도중에 죽었다. 시토니아, 아토스산, 타소스는 당분간 투르크의 손에 넘어갔다.
그러나 반란은 중앙마케도니아에서 서마케도니아로, 올림포스 산에서 비에리아와 베르미오 산으로 퍼졌다. 1821년 가을 니콜라오스 카소물리스가 그리스 남부에 "동남마케도니아의 대표자"로 파견되었으며, 디미트리오스 입실란티스(알렉산드로스 입실란티스의 형제)와 만났다. 그는 이드라에서 파파스에게 편지를 보내어 올림포스 산에 와서 수령들과 만나 "애국 열기에 불을 지피도록" 청하였다. 1822년 초 아나스타시오스 카라타소스와 앙겔리스 가초스가 다른 민병대들과 모임을 열어 반란이 나우사, 카스타네아, 시아티스타 세 도시를 중심으로 반란을 전개해야 한다고 판단하였다.
1822년 3월 메흐메트 에민은 콜린드로스와 카스타네아에서 대승을 거두었다. 더 북쪽인 나우사 근처에서 자피라키스 테오도시우, 카라타소스, 가초스는 도시의 방비를 가다듬고, 첫 접전에서 그리스 사람들이 이겼다. 도시 앞에서 메흐메트 에민은 10,000명의 정규군과 10,600명의 비정규군을 이끌고 나타났다. 반란군의 항복을 받아내지 못한 메흐메트 아민은 수없이 공격을 가하였으며 자피라키스가 방비가 없는 지점 "알로니아(Alonia)"를 드러내는 바람에 결국 4월에 나우사는 함락되었다. 보복과 처형이 이어졌으며, 여자들은 정조를 잃고 노예로 팔리지 않으려고 아라피차 폭포에서 스스로 몸을 던졌다. 포위된 나우사에서 빠져나간 이들은 코자니, 시아티스타, 아스프로포타모스 강으로 물러났으며, 프사라 함대가 이들을 북에게 제도로 데려다주었다.

## 해전
독립 전쟁 초기부터 그리스 사람들은 바다에서 승리하여 혁명에 중요한 역할을 하였다. 이들이 오스만 제국 해군을 막아내지 못하였다면, 투르크 군대는 고립된 자신들의 요새에 보급을 전하고, 제국의 아시아 지역에 있는 지원군을 원하는 곳에 상륙시켜 반란을 분쇄할 수 있었을 것이었다. 그리스 함대는 주로 부유한 에게 해 제도 사람들이 꾸렸으며, 특히 이드라, 스페체스, 프사라 이 세 섬 출신이 많았다. 섬마다 군비를 갖추고 각자 제독과 소함대를 두었다.// 이들은 경험이 많은 선원이었으나 그리스의 배들은 전투용이 아니었으며, 겨우 작은 포로 무장하고 무장한 상인들이 타고 있는 정도였다. 이들과 싸우는 오스만 제국의 함대는 여러 면에서 이점을 누렸다. 투르크의 선박과 지원함은 전투용으로 건조하였으며, 광대한 제국에서 자원을 끌어다 썼고, 캅탄 파샤 휘하에서 집중화되고 잘 훈련된 지휘 체계를 갖추고 있었다. 오스만 함대의 총 규모는 돛대가 있으며 각각 80문의 함포를 장착한 전열함 23척, 함포 50문의 프리깃 7~8척, 함포 30문을 갖춘 코르벳선 5척, 함포 20문 이하의 브리그함 40척에 이르렀다.

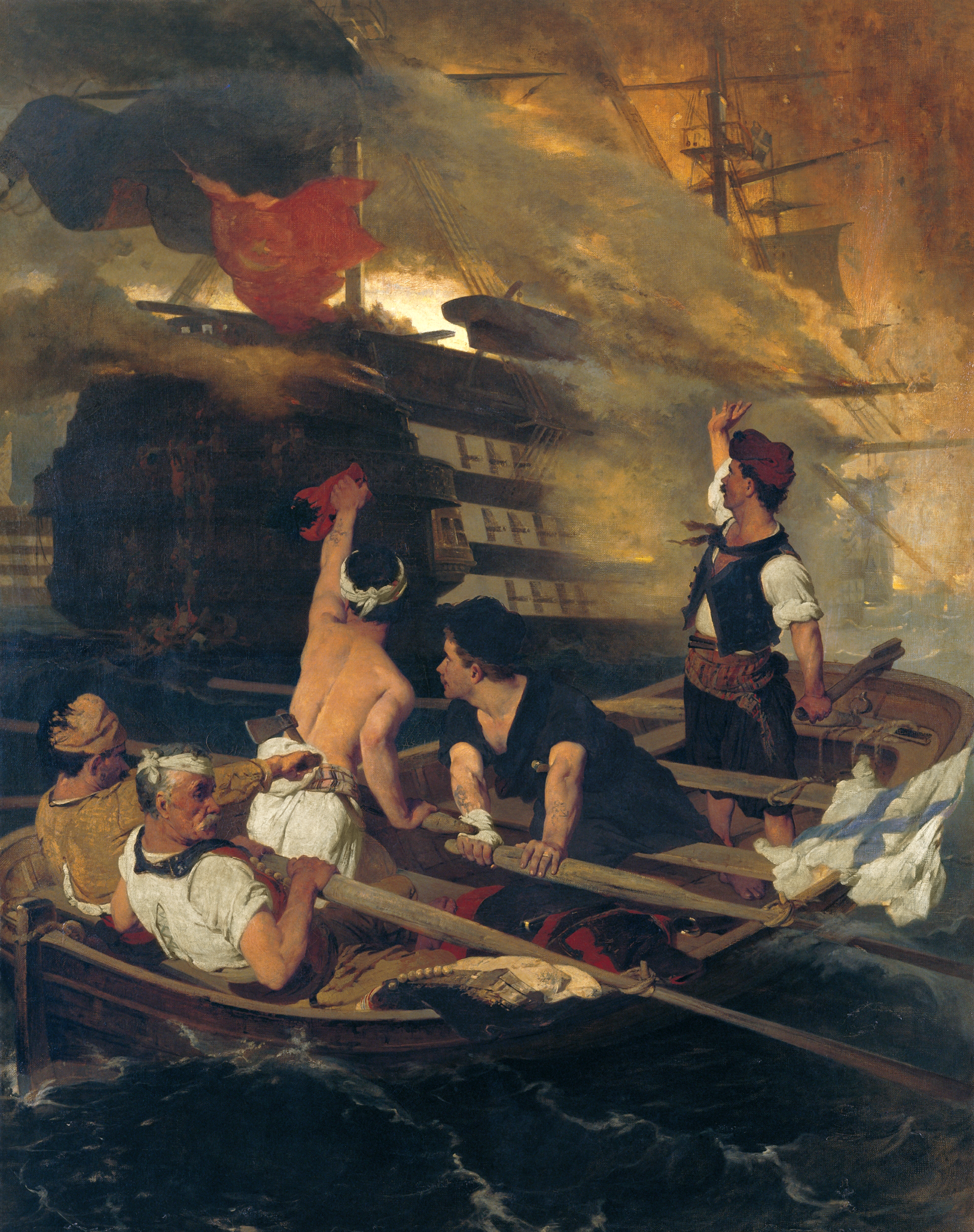
카나리스의 화선이 히오스의 투르크 기함을 파괴하는 장면.

이런 상황에서 그리스인들은 화선(火船, πυρπολικά 또는 μπουρλότα)을 운용하기로 하였다. 화선은 1770년 오를로프 반란 때 프사라 사람들이 그 진가를 드러낸 바 있었다. 1821년 5월 27일, 에레소스에서 처음으로 화선을 시험하였는데, 디미트리오스 파파니콜리스가 이끄는 화선 한 척이 투르크 프리깃함 하나를 제대로 파괴하였다. 그리스의 화선은 오스만의 군함에 대적할만한 훌륭한 무기였다. 몇 년 뒤 그리스의 화선이 성공을 거두면서 유명해졌으며, 1822년 6월 히오스 섬의 학살에서 콘스탄티노스 카나리스가 오스만의 기함을 파괴하는 등 국제적인 명성을 얻었다. 총 59척의 화선이 공격에 동원되었는데, 그 가운데 39척이 성공하였다.
같은 시기 전통적인 해전도 이루어졌는데, 안드레아스 미아울리스, 니콜리스 아포스톨리스, 라코보스 톰바지스, 안토니오스 크리에지스와 같은 제독들이 두각을 드러내었다. 전쟁 초에 파트라, 스페체스에서 오스만 제국과 직접 맞선 그리스 함대가 승리를 거두면서, 그리스 승무원들은 자신감을 얻었으며, 펠로폰네소스의 봉기가 성공하여 지속하는데도 크게 기여하였다.
그러나 나중에 그리스인들이 내분에 빠지자, 술탄은 자신의 강력한 봉신 이집트의 무함마드 알리에게 지원을 청하였다. 내부에선 싸움이 일어나고, 재정상으로도 어려워 함대를 항시 대기하도록 유지하기 어려워진 그리스인들은 메토니에 상륙한 이집트 군대가 1824년 프사라와 카소스를 점령하고 파괴하는 것을 막지 못하였다. 그리스는 사모스와 예론타스에서 이기긴 하였지만, 1827년 유럽 열강이 개입하여 나바리노 해전에서 이길 때까지 혁명은 위험한 처지였다.

## 위기에 빠진 혁명

### 그리스의 내분

1822년 채택된 그리스의 첫 국기.

1821년 11월 15~20일 사이에 살로나(오늘날 암피사)에서 지역 저명인사와 군대 수장들이 모인 회의가 열렸다. 테오도로스 네그리스의 주도하에 이들은 이 지역의 헌법 초안인 "대륙 그리스 동부의 법질서"(Νομική Διάταξις της Ανατολικής Χέρσου Ελλάδος)를 작성하였으며, 그리스 동부, 테살리아, 마케도니아의 저명 인사 71명으로 구성된 통치 위원회인 대륙 그리스 동부의 아리오스 파요스( Άρειος Πάγος της Ανατολικής Χέρσου Ελλάδος)를 구성하였다.
한 달 뒤 에피다브로스에서 제1차 국회가 열렸다. 여기서 디미트리오스 입실란티스가 대통령으로 선출되었다.
공식적으로 아리오스 파요스는 제1차 국회가 열려 중앙 과도 정부가 성립하면서 더 이상 존재 의의를 잃었으나, 계속 존속하여 상당한 권한을 행사하였다. 중앙그리스 사람들이 장악한 아리오스 파요스와 펠로폰네소스 사람들이 장악한 국회가 서로 대립하면서, 그리스는 사실상 지역 정부간의 내전 상태에 빠졌다. 1823년, 저항군의 지도자 테오도로스 콜로코트로니스와 그 전해 1월에 수립된 임시 정부의 내각 수반 게오르요스 쿤투리오티스 사이에서 내전이 일어났고, 그 이듬해에는 쿤투리오티스의 입지 강화 시도를 둘러싸고 다시 제2차 내전이 일어나는 등 그리스 독립군 진영은 사분오열하고 있었다.

### 이집트의 개입

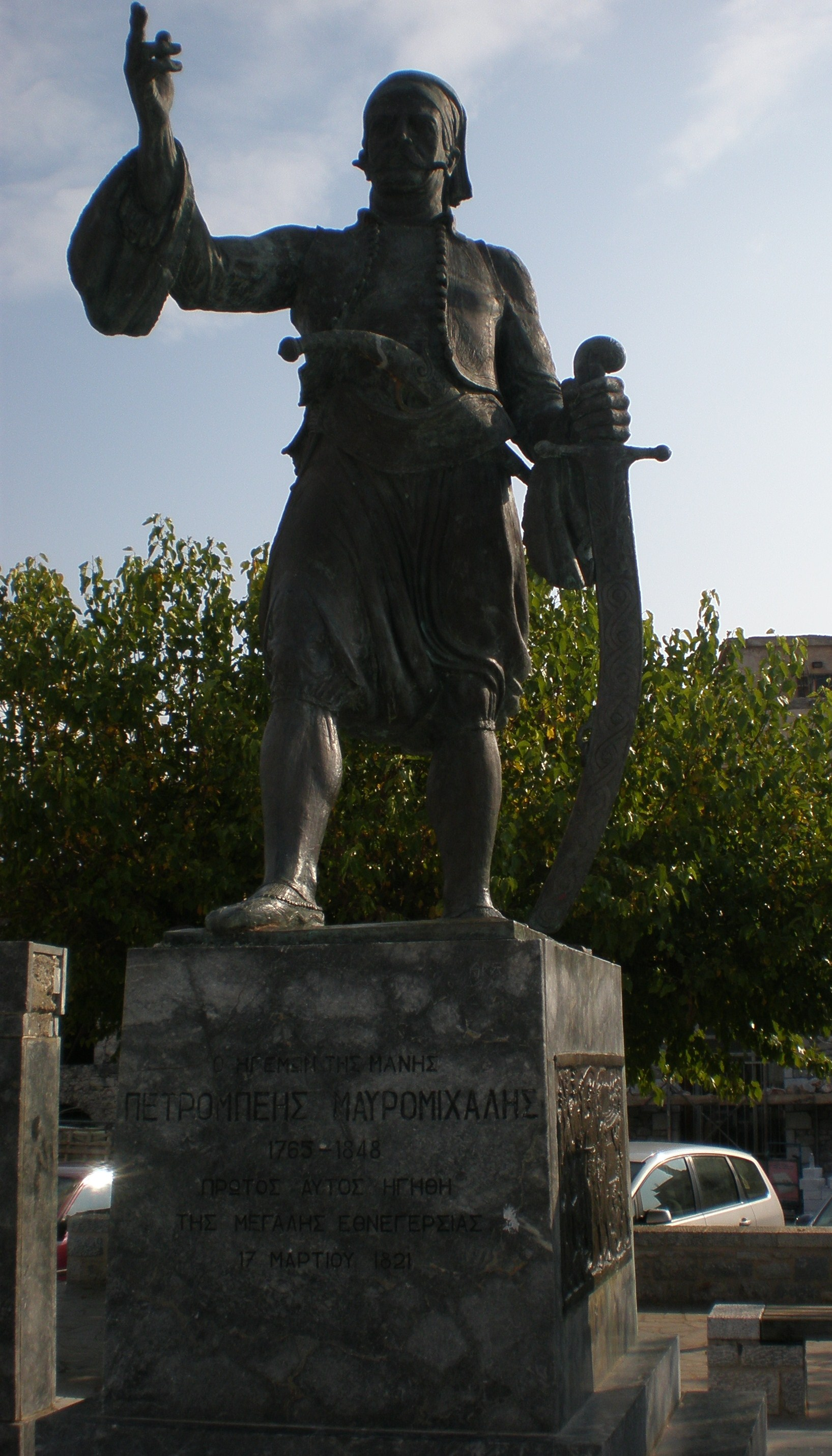
페트로스 마브로미할리스의 상. 그리스, 아레오폴리. 그는 '페트로베이(Petrobey)'로도 불렸으며, 칼라마타를 해방하고 마니반도를 지켰다.

마니의 기.

그리스 군대가 투르크를 물리치자, 오스만의 술탄은 이집트의 봉신 무함마드 알리에게 도움을 청하였다. 무함마드 알리는 이에 동의하고 크리티, 키프로스, 펠로폰네소스, 시리아를 대가로 아들 이브라힘 파샤에게 원정대를 맡겨 그리스에 파병하였다. 그는 그리스의 주민들 대부분을 추방하고, 이집트 농민들을 그리스에 재정착시킬 계획이었다. 프랑스 초빙 기술자들의 자문으로 근대적인 군비를 갖춘 이집트의 진압군에 그리스가 대항하기는 분명 어려운 상황이었다.
1825년 2월 24일 이브라힘 파샤는 메시니아의 메토니에 상륙하였으며, 한 달 뒤 보병 10,000명과 기병 1,000명이 합류하였다. 이브라힘은 메시니아 해안과 떨어진 스팍테리아라는 작은 섬에서 그리스 수비대를 몰아내었다. 당시 그리스인들은 무질서 상태였으며, 이브라힘은 펠로폰네소스 서부 지역을 약탈하고, 마니아키 전투에서 승리하여 파파플레사스를 죽였다. 이집트군을 무찌르기 위하여 그리스 정부는 투옥되어 있던 콜로코트로니스를 풀어주었으나, 그도 승리하지 못하였다. 그해 6월 말, 이브라힘은 아르고스 시를 함락하고, 나플리오 목전까지 다다랐다. 당시 영국 해군의 함대 사령관 거원 해밀턴(Gawen Hamilton)은 나플리오 수비를 도울 만한 지점에 함대를 배치하고 있다가 나플리오를 구하였다.

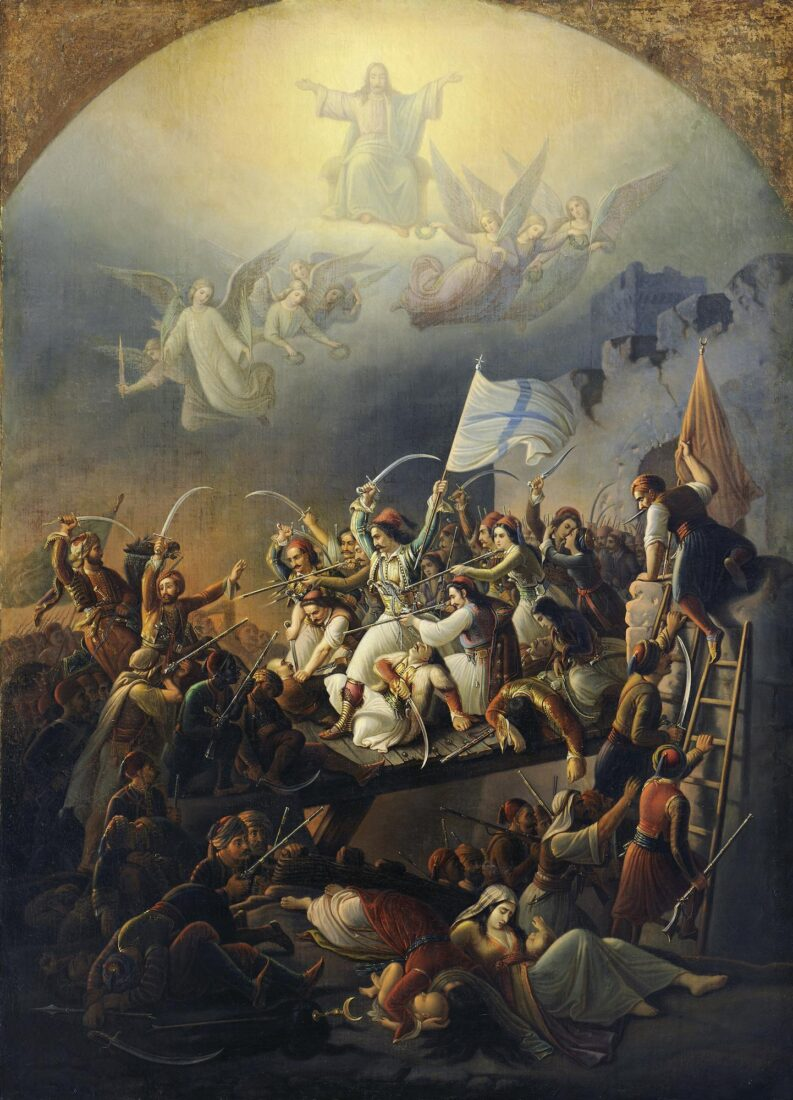
테오도로스 브리자키스가 이끄는 메솔롱기의 돌격대.

같은 시기 중앙그리스의 투르크 군대는 세 번째로 메솔롱기를 포위하였다. 포위는 1825년 4월 15일에 시작되었으며, 이날 나바리노가 이브라힘의 손에 넘어갔다. 투르크 군대는 도시에 접근하여 참호와 포열로 도시를 포위하였다. 그 해 8월이 되어야 투르크는 본격적인 공격을 감행하였는데, 이들은 도시 성벽 밑으로 갱도를 파서 성벽 밑부분까지 닿았다. 그러나 그리스인들이 반격하여 투르크인을 몰아내었다. 그날 밤 그리스 군대는 투르크의 참호와 포열을 급습하여 상당한 피해를 주었다.
양측 모두 바다에서 보급을 받았다. 그러나 그리스 인들은 승무원의 급료를 주는 데 어려움을 겪고 있어서, 급료를 받지 않고 싸우는 소수의 제독들만 싸우게 되었다. 가을 초에 미아울리스가 지휘하는 그리스 함대는 화선 공격으로 투르크 함대를 코린토스 만에서 퇴각시켰다. 겨울 중반에 이브라힘은 육지에서 나바리노를 떠나 코린토스 만을 건너 메솔롱기의 투르크 군대와 합류하였다. 6주간 싸웠지만, 이브라힘도 투르크 군대와 마찬가지로 메솔롱기의 방비를 뚫지 못하였다.
1826년 봄, 이브라힘은 상당한 피해를 입었으나 도시 주변의 늪지를 점령하였다. 이곳을 장악함으로써 이브라힘은 그리스인들을 바다와 차단하고, 이들의 보급로를 막게 된다. 이집트와 투르크 군대는 잠시 공격을 멈추어 이들에게 항복할 시간을 주었지만, 그리스인들은 이를 거부하고 계속 항전하였다. 4월 22일 그리스인들은 밤에 3000명을 이끌고 이집트의 전열을 뚫어 6000명의 여성, 아이, 비전투원이 이들을 따라가게 하여 바다로 탈출하려고 하였다. 그러나 어느 불가리아인 탈주자가 그리스인들의 계획을 이브라힘에게 고하여, 이브라힘은 군대 전체를 이동시켰다. 결국 이집트의 전열을 뚫은 그리스 인은 1,800명이 불과하였다. 3,000~4,000명의 여성과 아이들은 노예가 되었으며, 메솔롱기에 남은 많은 사람들은 노예가 되는 대신 화약으로 자살하였다.
이브라힘은 급사를 보내어 마니 사람들에게 항복할 것을 요구하고 그렇지 않으면 펠로폰네소스의 다른 지역처럼 마니반도를 약탈하겠다고 위협하였다. 마니 사람들은 항복하지 않고 다음과 같이 답한다.
"이브라힘 파샤 밑에서 살아남을 마니 사람과 다른 그리스 사람은 거의 없다. 항복하지 않으면 마니 사람들을 죽이고 마니반도를 약탈하겠다며 우리를 위협하려 드는 당신의 편지를 받았다. 그렇기에 우리는 당신과 당신네 군대를 기다리고 있는 것이다. 우리 마니 사람들은 이에 서명하고 당신을 기다리겠다."
1826년 6월 21일 이브라힘 파샤는 알미로 근처의 북동쪽에서 마니반도로 진군하였으나, 마니 북부의 베르가스 요새에서 멈출 수밖에 없었다. 2,000명의 마니 사람과 그리스인 탈주자 500명의 군대가 이브라힘의 군대 7,000명을 막았으며, 결국 콜로코트로니스가 뒤에서 이집트인을 공격하여 이들은 퇴각할 수밖에 없었다. 이브라힘은 다시 마니반도로 진입하려 하였으나, 이번에도 마니 사람들은 투르크와 이집트 군대를 물리쳤다. 마니 사람들은 베르가스로 귀환하기 전에 칼라마타로 가는 모든 길로 이집트인들을 추격하였다. 이 전투로 이브라힘읜 2,500명의 사상자를 낸데다 북쪽에서 마니반도를 침공하겠다는 계획도 망치고 말았다. 이브라힘은 수차례 다시 마니를 공격하였으나, 그매다 투르크-아랍 군대는 쫓겨났으며, 그리스인들보다 훨씬 더 많은 사상자를 내었다.

## 유럽의 개입

### 적대적이었던 초기의 반응
그리스에서 혁명이 일어났다는 소식이 전해지자 유럽 열강의 반응은 한결같이 적대적이었다. 이들은 오스만 제국이 약화되었음을 알고 있었으나, 이 상황에 어떻게 대처해야 할지 몰랐다. (이 문제를 "동방 문제"라고 불렀다) 영국 외무 장관 캐슬레이, 오스트리아 외무 장관 메테르니히 공, 러시아의 차르 알렉산드르 1세는 모두 오스만 제국이 분할하여 상황이 복잡해질 것을 우려하여 현 상황을 유지해야 하고 유럽의 평화를 도모해야 한다고 판단하였다. 이들은 또 유럽 협조 체제를 유지해야 한다고 내세우기도 하였다.
또 메테르니히는 그리스 출신의 러시아 외무 장관 요안니스 카포디스트리아스를 음해하려 하였다. 카포디스트리아스는 알렉산드르에게 그리스를 해방하고 러시아의 국력을 신장하기 위하여 오스만 제국에 전쟁을 선포할 것을 청하였다. 메테르니히는 알렉산드르가 이탈리아 카르보나리 세력(이탈리아의 혁명 집단)과 한패라고 설득하여 차르가 외무 장관의 요청을 거부하도록 하였다. 그리하여 알렉산드로스 입실란티스에 대한 러시아의 반응에, 결국 카포디스트리아스는 사임하고 스위스로 떠났다. 그렇지만 알렉산드르 황제의 반응은 모호하였는데, 그는 자신이 동방 정교회의 수호자라고 여겼으며, 차르의 신민들은 총대주교가 교살당한데 크게 동요하였기 때문이었다. 이런 까닭으로 알렉산드르가 그리스 혁명을 비난하긴 하였으나, 1821년 7월 27일 오스만 정부에 최후 통첩을 보내게 된다. 그러나 전쟁의 위험은 오래가지 않았는데, 메테르니히와 캐슬레이가 오스만 술탄을 설득하여 차르에 약간의 양보를 제시하였기 때문이었다.

### 태도의 변화
1822년 8월 조지 캐닝이 캐슬레이의 뒤를 이어 영국 외무 장관에 임명되었다. 캐닝은 오스만 제국에 반대하는 대중 선동을 일으켜 영향력을 행사하였으며, 당장 조치를 취해야 한다고 생각하였다. 그는 또 러시아가 단독으로 오스만 제국에 개입할 것을 우려하였다. 1823년 3월, 캐닝은 "온 나라가 지배자에게 대항하여 반란을 일으켰다면, 그 나라는 모반을 일으킨 것이 아니라, 전쟁 상태에 있는 것으로 보아야 한다"고 선언하였다. 같은 해 2월 외무 장관은 오스만 제국에 통지하기를, 영국은 제국 내 기독교 신민들을 오스만 제국이 존중할 때에만 투르크와 우호적인 관계를 유지할 것이라고 전하였다. 영국령 이오니아 제도의 대사는 그리스인들이 전쟁 상태에 있음을 인정하고, 이들에게 투르크 인들이 보급품을 얻을 수 있는 지역을 봉쇄할 권리를 주도록 명령받았다. 이런 조치로 말미암아 영국의 영향력이 커졌다. 또 1824년과 1825년에 영국인 공채 소유자들에게서 그리스인들이 얻어내려던 두 번의 차관을 승인하면서 그 영향력은 더욱 커졌다. 이 차관의 자금 지원자는 사실상 런던 시였는데. 이들은 그리스 혁명이 영국의 도움만으로 승리할 수 없으며, 그리스에 "친(親)영국파" 정당을 만들려고 하였다. 같은 시기 친(親)러시아파와 친(親)프랑스파 세력들도 등장하였다. 이들 세력들은 나중에 오톤의 치세 당시 권력을 놓고 경쟁하였다.
1825년 12월 알렉산드르 1세의 뒤를 이어 니콜라이 1세가 차르로 즉위하자 캐닝 장관은 당장 조치를 취해야 한다고 판단하였다. 그는 그리스 문제를 직접 담판짓기 위하여 웰링턴 공작을 러시아에 급파하였으며, 그 결과 1826년 4월 4일 상트페테르부르크 의정서를 도출하였다. 의정서에 따르면 두 열강은 투르크의 주권하에 그리스가 완전 자치권을 얻는다는 원칙을 골자로 오스만 제국과 그리스를 중재하는 데 동의하였다. 차르는 웰링턴과 만나기 전에 이미 오스만 궁정에 최후 통첩을 보내어 즉시 공국에서 물러나고, 러시아에 전권 대사를 보내어 해결되지 않은 문제를 처리하도록 요구하였다. 1826년 10월 7일 술탄은 전권 대사를 보내는 데 동의하고 아케르만 협정을 체결하여, 세르비아와 공국에 대하여 러시아가 요구한 사항을 받아들였다.
그리스 사람들은 상트페테르부르크 의정서에 규정된 중재 조치를 요청하였으나, 투르크와 이집트는 이브라힘 파샤의 군대가 승전을 거듭하고 있던 상황이라 전쟁을 그만둘 마음이 없음을 드러내었다. 실제로 이 사이에 그리스에서의 전황은 크게 바뀌어 이집트군이 메솔롱기를 장악했고, 곧이어 아테네시 중심가(1826년 8월), 아크로폴리스(1827년 6월)까지 점령하게 되었다. 오스만 제국이 의정서의 수락을 거부하고, 오스트리아도 자유주의 운동 진압을 명분으로 이에 반발하고 나서자(내심은 러시아의 발칸반도로의 세력 확장에 대한 경계와 견제), 영국과 러시아는 곤란한 지경에 빠졌다. 이 때, 프랑스가 갑자기 그리스의 독립을 지지하고 나서면서 다시 상황은 급변하였다. 프랑스는 그리스 독립 전쟁을 지지하고 나섬으로써 빈 체제를 흔들고, 이를 통하여 빈 체제가 프랑스에 부과하고 있는 구속적인 상황으로부터 벗어날 수 있다고 판단한 것이다.
그러자 캐닝은 프랑스, 러시아와 런던 조약(1827년 7월 6일)의 협상으로 행동 조치를 준비하였다. 조약에서는 연합국이 다시 협상안을 제시하며, 만약 술탄이 이를 거부할 경우 모든 수단을 써서 적대 행위를 중지시킬 수 있다고 규정하였다. 또 3국은 1개월 내에 오스만 제국이 의정서의 중재안을 받아들이지 않을 경우, 이후 3개월 내에 3국은 그리스에 영사를 파견하도록 하고 있었다. 그리스에 영사를 파견한다는 것은 곧 독립을 승인한다는 뜻이었다. 그러는 사이 1827년 7월 말에 무함마드 알리의 새 함대가 알렉산드리아에서 완성되어, 다른 이집트-터키 함대와 합류하기 위하여 나바리노로 항해하고 있다는 소식이 전해졌다. 이 함대의 목적은 이드라를 공격하고, 이 섬의 함대를 무력화하기 위한 것이었다. 8월 29일 오스만 궁정은 공식적으로 런던 조약 규정에 거부하였으며, 그리하여 영국과 프랑스의 각 지중해 함대의 최고 사령관인 에드워드 커드링턴 제독과 앙리 드 리니 제독은 아르고스 만으로 항해하여, HMS 아시아 호 선상에서 그리스 대표자들과 만날 것을 요청하였다.

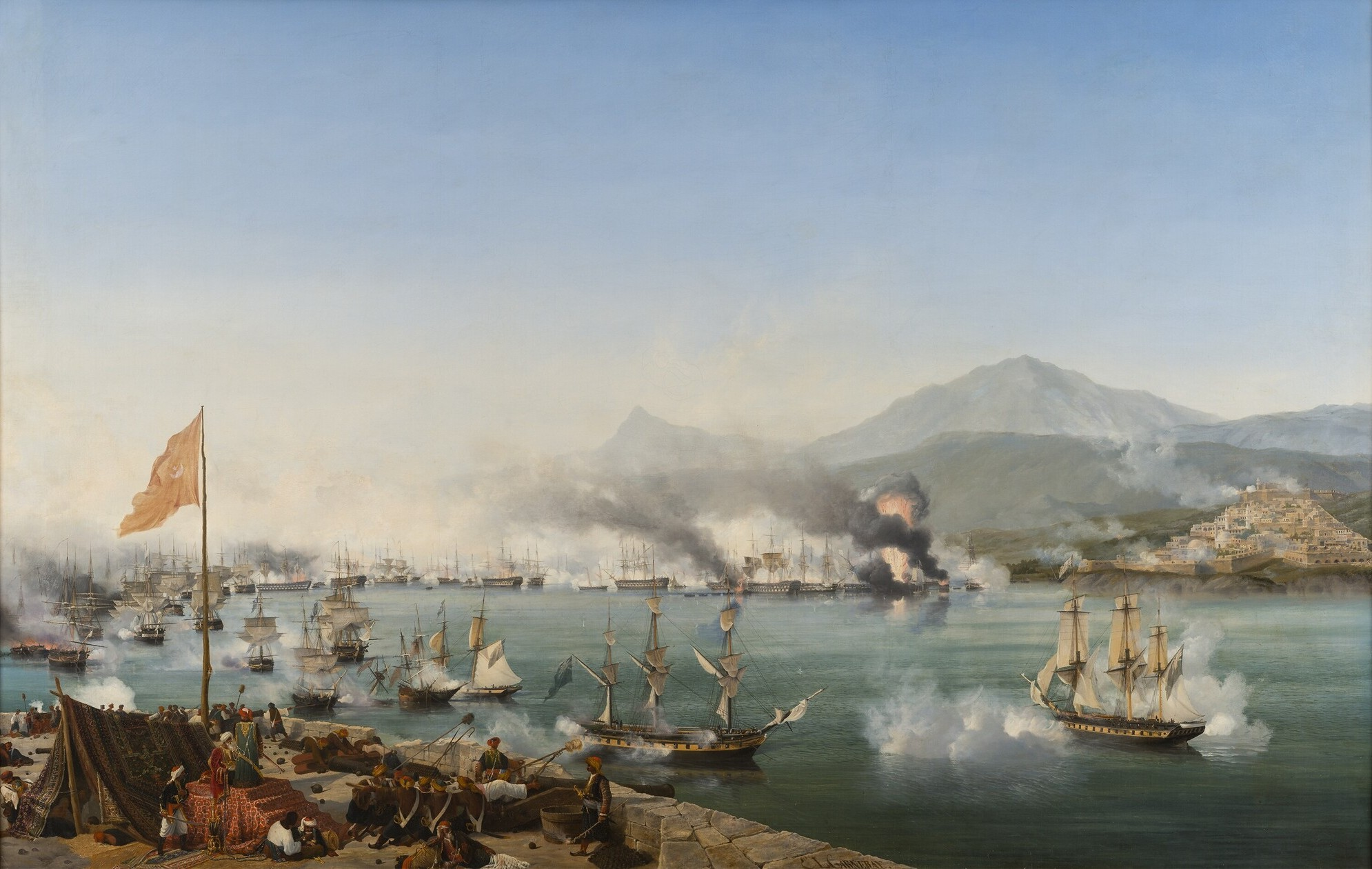
나바리노 해전

마브로코르다토스가 이끄는 그리스 대표단이 조약 내용을 인정하자, 연합국은 정전 협정을 대비하였으며, 열강 함대는 이브라힘 군대에게 전해질 보급품을 차단하도록 명령받았다. 영국-프랑스 함대는 무함마드 알리의 함대가 그리스에서 퇴거하도록 경고하였으나, 알렉산드리아를 떠나 그해 9월 8일 나바리노의 오스만-이집트 함대와 합세하자, 커드링턴의 함대는 9월 12일에 나바리노 근해에 이르렀다. 10월 13일 나바리노 인근에서 드 리니의 프랑스 함대와, 헤이덴의 러시아 함대가 커드링턴 함대에 합류하였다. 나바리노에 열강 함대가 다 보이자 커드링턴과 드 리니는 이브라힘과 협상하려 하였으나, 이브라힘은 술탄의 명령에 따라 이드라를 파괴해야 한다고 고집하였다. 이에 커드링턴은 만약 이브라힘이 본국 외에 다른 곳으로 이동하려 한다면, 함대를 파괴할 것이라고 답변하였다. 이브라힘은 술탄에게 어명을 번복할 것인지 묻는 서한을 보내었으며, 또 그리스 인들이 공격을 계속할 수 있다고 불만을 드러내었다. 커드링턴은 자신이 그리스인과 그리스 애호 세력이 투르크인과 이집트인을 공격하지 않도록 중단시키겠다고 약속하였다. 그런 다음 그는 자신의 함대 대부분을 해산하여 몰타로 귀환시켰으며, 프랑스 함대는 에게해로 갔다.
그러나 그리스 애호가였던 프랭크 헤이스팅스(Frank Hastings)가 투르크의 어느 분함대를 격멸하자, 이브라힘은 헤이스팅스를 물리치기 위하여 나바리노 바깥으로 자신의 분함대를 파견하였다. 커드링턴은 헤이스팅스의 행동에 대해 듣지 못하였으며, 이브라힘이 협정을 어겼다고 생각하였다. 그는 이집트 분함대를 막고 퇴각하도록 하였으며, 다음 날 이브라힘이 친히 함대를 이끌고 나왔을때도 마찬가지로 대응하였다. 커드링턴은 다시 함대를 규합하여, 몰타의 영국 함대와 에게해의 프랑스 함대가 돌아왔다. 여기에 로힌 헤이덴 백작이 이끄는 함대도 합류하였다. 이제 이브라힘은 연합국이 협정을 어겼다고 판단하고 펠로폰네소스에서 그리스인들을 절멸시키는 작전에 돌입하였다.

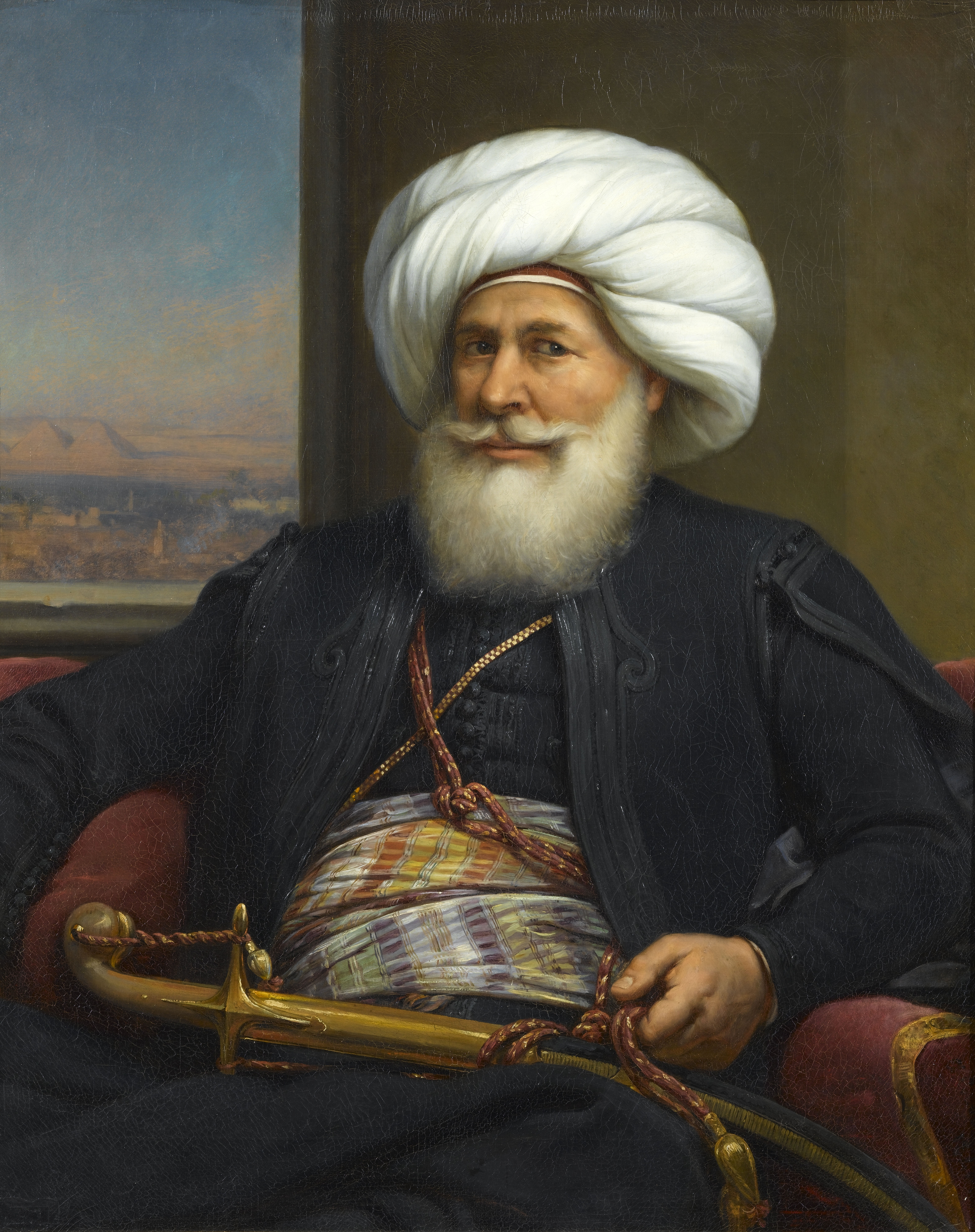
무함마드 알리의 초상화.

1827년 10월 20일 날씨가 나빠지자 영국, 러시아, 프랑스 함대는 안정된 피난처를 구하고, 이집트-투르크 함대가 이 곳을 빠져나가 이드라 섬을 공격하지 못하게끔 나바리노 만으로 진입하였다. 영국의 프리깃함 한 척이 보트를 보내어 이집트인들에게 그들의 화선을 이동시켜 줄 것을 청하러 갔으나, 이집트 사람들은 보트 위에 있던 장교를 쏘았다. 프리깃함은 머스켓으로 보복하였으며, 한 이집트 군함이 프랑스 기함 시렌(Sirene) 호에 대포를 발포하고, 반대쪽에서도 발포하였다.
해전은 연합국의 완벽한 승리로 끝났으며, 이집트-투르크 함대는 궤멸되었다. 전투에 투입된 이집트-투르크 함대의 군함은 89척이었으나, 알렉산드리아로 돌아간 배는 14척에 불과하였으며, 사망자는 8,000명을 넘었다. 연합국은 한 척의 배도 잃지 않았으며, 사망자도 181명에 그쳤다. 오스만 궁정은 연합국이 격침한 자국 선박에 대해 보상을 요구하였으나, 연합국은 투르크가 협정을 어겼다면서 이를 거부하였다. 또 삼국 대사가 콘스탄티노폴리스에서 철수하였다. 영국에서 이 전투는 '옛 동맹국'으로 불리던 투르크에 대해 '어려운 사건'을 일으켰다며 비판받았다. 커드링턴은 소환되어 이집트-투르크 함대가 2,000명의 그리스 노예를 싣고 퇴각하도록 둔 데에 문책당하였다. 프랑스에서 해전 소식은 열광적인 환영을 받아, 정부는 예상치못하게 대중의 큰 지지를 얻었다. 러시아는 공식적으로 투르크에 전쟁을 선언할 기회를 얻었다. 1828년 4월 투르크에 선전포고를 한 러시아는 다음 해 8월에 아드리아노폴리스를 함락하여, 오스만 제국은 붕괴위기에 빠졌고 어떠한 조약이건 받아들이지 않을 수 없게 되었다.
1828년 10월 그리스 사람들이 다시 모여 카포디스트리아스를 세운 새 정부를 구성하였다. 이들은 서방 열강이 정전을 명령하기 전까지 아테네, 티바 등 가능한한 많은 영토를 확보하였다. 펠로폰네소스의 문제를 놓고 영국과 러시아는 프랑스가 자국 군대를 보내어 이브라힘의 군대를 몰아내겠다는 제안을 받아들였다. 프랑스 원정대의 지휘관 니콜라 조세프 메종은 1828년 8월 30일 페탈리디에 상륙하여 그리스인들을 도와 10월 30일까지 펠로폰네소스에서 모든 적대 세력을 몰아내었다. 그리하여 메종은 모든 이집트 군대가 펠로폰네소스에서 철수한다는 협정을 커드링턴과 협상하고 무함마드 알리의 승인을 받아 시행하였다.
독립 전쟁에서 마지막으로 일어난 큰 교전은 아티키 북쪽에서 일어난 페트라 전투였다. 디미트리오스 입실란티스가 이끄는 그리스 군대는 처음으로 게릴라 무리가 아닌 정규 유럽군으로 훈련받고 싸웠으며, 아슬란 베이의 군대에 진격하여 이들을 물리쳤다. 투르크인들은 중앙그리스를 안전하게 통과한다는 조건으로 리바디아에서 스페르히오스 강까지 모든 영토를 넘겨주었다.

### 자치에서 독립으로

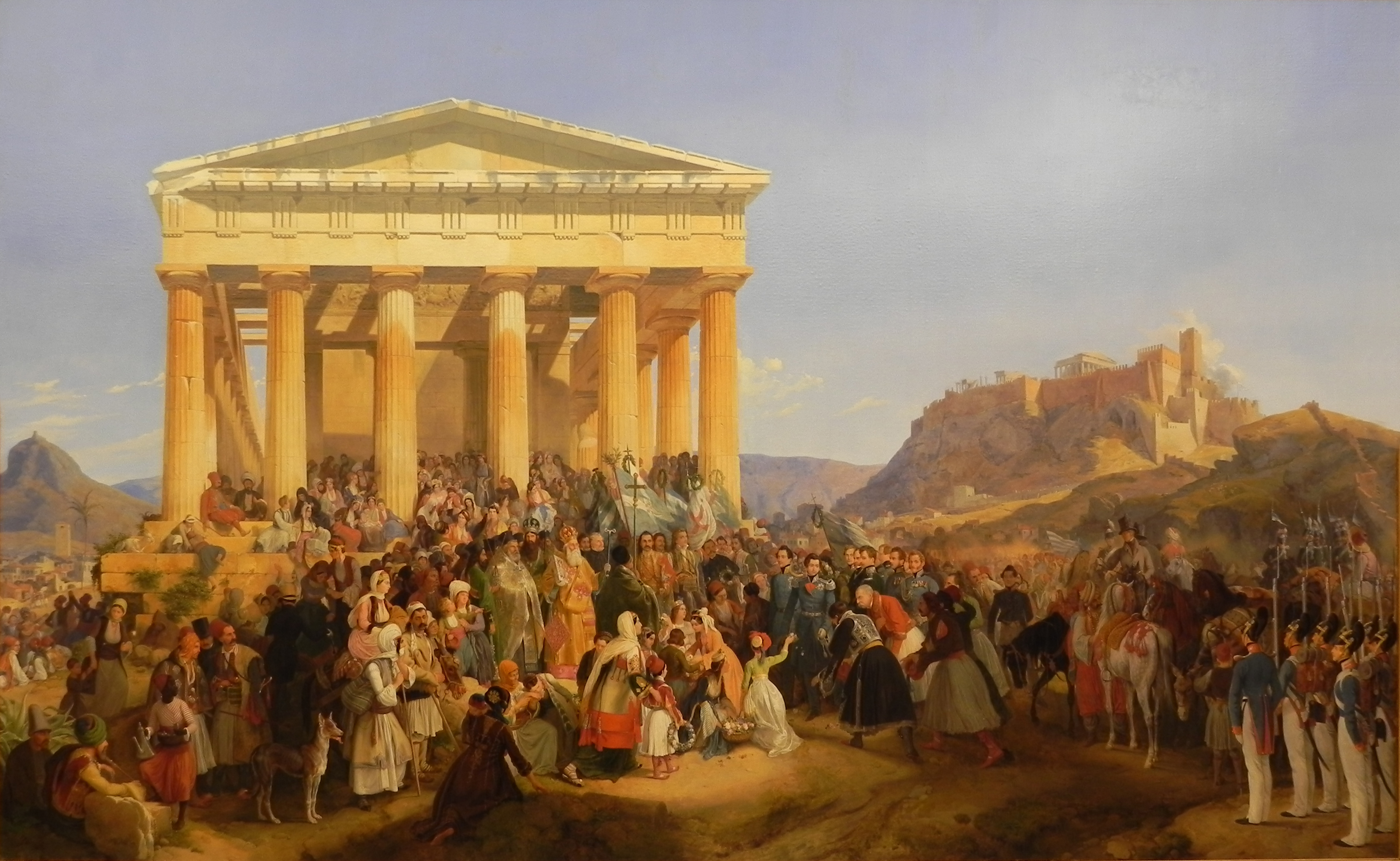
오톤이 아테네에 도착하다.(페터 폰 헤스 그림, 1839년작). 1832년 런던 회의에서 오톤을 그리스 왕국의 초대 국왕으로 세웠다.

1828년 12월 21일 영국, 러시아, 프랑스의 대사들은 포로스 섬에 모여, 의정서를 준비하였다. 여기에서는 술탄의 칙령(firman)에 따라 승인을 받아야 하는 군주가 다스리는 자치국을 그리스에 창설한다는 내용이었다. 의정서에서 제시된 국경선은 아르타에서 볼로스 사이의 선이었으며, 카포디스트리아스의 노력에도 불구하고 신생국 그리스는 키클라데스 제도, 스포라데스 제도, 사모스 섬 그리고 아마 크리티섬밖에 얻지 못하였다. 포로스 의정서에 따라 1829년 3월 22일 런던 회의에서 의정서를 승인하였는데, 대사들의 제안 대부분이 수용되었으나 국경선이 당초 제안보다 남쪽으로 변경되었으며, 사모스와 크리티도 그리스령에서 빠졌다.
러시아의 압력으로 1829년 9월 아드리아노폴리스 조약이 체결되고 오스만 궁정은 결국 1827년 7월 6일의 런던 조약과 1829년 3월 22일 의정서의 조항에 동의하였다. 얼마 안되어 영국과 프랑스는 새 나라에 러시아가 영향력을 행사하는 것을 제약하고자 그리스를 독립시키자는 생각을 갖게 되었다. 러시아는 이런 생각이 탐탁지 않았으나, 거부할 수 없었고 그리하여 삼국은 자신들의 보호 아래 그리스를 독립국으로 두기로 1830년 2월 3일 의정서에서 결론지었다. 이렇듯 여러 의정서를 만들면서 당초에는 후에 벨기에의 국왕으로 즉위하게 되는 레오폴 1세를 그리스의 왕으로 삼고자 하였으나 그는 카포디스트리아스의 음울한 그림에 실망하고, 원래 아르타-볼로스 선에서 국경선이 아스프로포타모스-지투니 선으로 내려가면서 불만을 갖게 되어 그리스 왕위를 거부하였다. 당시 카포디스트리아스는 마브로미할리스 씨족에게 무조건 복종할 것을 요구하였으나, 이들이 거부하자 페트로베이를 투옥하였다. 이에 복수하기 위해 이들 씨족이 1831년에 나플리오에서 그를 암살하였는데, 그리하여 협상도 잠시 지체되었다.
레오폴이 그리스 국왕을 고사하고, 프랑스에서는 7월 혁명이 일어나면서 영국에서 새 정부가 구성되기까지 신생 그리스 왕국의 국경선을 최종적으로 해결하는 일이 지체되었다. 영국 외무 장관 팔머스턴 경은 아르타-볼로스 국경선에 동의하였다. 그러나 크리티에 대한 비밀 각서에서 바이에른 전권대사는 영국, 프랑스, 러시아와 접촉하였으나 아무런 성과도 없었다.

그리스 왕국의 원래 영토. 1832년 잃은 영토도 나와있다. (어두운 파랑)

1832년 5월, 팔머스턴은 런던 회의를 열었다. 세 열강국(영국, 프랑스, 러시아)은 그리스 사람들의 뜻은 고려하지 않고 바이에른 왕국의 왕자 비텔스바흐의 오토를 그리스의 국왕으로 삼았다. 이와 더불어 군주정을 보장하기 위하여 열강은 60,000,000 프랑의 차관을 맡겼으며, 오스만 수도의 이들 대사들이 전쟁 종결을 확실히 할 수 있도록 하였다. 1832년 5월 7일에 바이에른과 보호국 열강들이 체결한 의정서에 따라 그리스는 "군주정 독립국"으로 규정되었으며, 오스만 궁정에 보상금을 지불하도록 하였다. 또 그리스에 섭정을 두어 오톤이 성년이 될 때까지 나라를 다스리도록 하였으며, 240만 파운드의 차관을 더 빌려주었다.
1832년 7월 21일 오스만 제국 주재 영국 대사 스트래포드 캐닝 경과 여타 열강의 대표자들이 콘스탄티노폴리스 조약을 체결하여 새 그리스 왕국의 국경선을 아르타-볼로스 선으로 정하였다. 1832년 8월 30일 열강들의 런던 의정서에서 다시 체결되어 콘스탄티노폴리스 합의에 따른 그리스 왕국의 국경선 획정이 비준되었다.

## 학살
독립 전쟁이 시작되기 무섭게 그리스 혁명군과 오스만 당국은 서로 대규모의 민간인 학살을 자행하였다. 그리스 혁명군은 자신들의 세력이 강했던 아티키나 펠로폰네소스에서 투르크인, 무슬림, 유대인을 오스만 제국과 한패로 여기고 학살하였다. 또 투르크인들도 혁명군의 세력이 약했던 아나톨리아, 크리티, 콘스탄티노폴리스, 에게 해 제도에서 그리스인들을 혁명군과 같은 세력으로 여기고 학살하였다. 악명높은 학살의 사례로는 히오스 학살, 프사라 파괴, 트리폴리차 함락 이후 학살, 나바리노 학살 등이 있다. 학자들 사이에서는 그리스인들이 저지른 학살이 투르크의 학살에 대한 대응으로 일으킨 것인지 아니면 이와 무관하게 혁명이 일어나면서 일어난 개별적인 학살 행위인지를 놓고 논쟁을 벌이고 있다.(가령 1770년 오를로프 반란이 실패하고 신성대가 궤멸된 뒤 트리폴리의 그리스 사람들이 학살당한 사건)
전쟁 중에 수만 명의 그리스 민간인이 살해되거나 버려져 죽거나 노예가 되었다. 그리고리오스 5세 총대주교처럼 살해당한 기독교 성직자들도 많았다. 또 펠로폰네소스에서는 유대인 주민들이 오스만 세력으로 몰려 그리스인들에게 학살당하기도 하였다. 그러나 그리스나 유럽 전역의 여러 유대인들은 그리스 반란을 지지하였으며, (로스차일드 가의 예처럼) 자신들이 가진 정치와 대중에 대한 영향력과 재산을 이용하여 그리스의 대의를 도왔다. 그리스 혁명이 성공하자 유대인 민족주의(시오니즘)가 고무되는 결과도 낳았다. 새로이 건국된 그리스 독립국은 유대인들에게도 법적인 평등을 보장하여, 오스만 제국에서 수많은 유대인 사람들이 그리스로 이주하였다.

## 독립 이후
독립 직후 그리스 혁명의 결과는 확실하게 바로 드러나지 않았다. 그리스는 독립 국가로 건국되었으나, 영국, 러시아, 프랑스는 그리스 정치와 바이에른 섭정, 용병군에 대해 간섭하였다. 10년간의 전쟁으로 온나라가 황폐화되었으며, 투르크인의 토지는 텅 비었는데, 고향을 잃은 난민들만 가득하여 수 십년간 일련의 토지 개혁이 필요하였다.
신생국의 인구는 800,000명으로, 오스만 제국의 그리스 주민 250만 명 가운데 1/3보다 적은 수치였다. 20세기에 그리스는 '위대한 이상'(모든 그리스인들을 하나의 나라로 통합하자는 목표)에 따라 오스만 제국에서 "수복되지 않은 땅"의 그리스 주민들을 해방하고자 하였다.
도나우 공국에서는 그리스인이 더 이상 제후가 되지 못하였으며, 오스만 제국에서 특히 무슬림 주민들은 그리스인들을 배신자로 여겼다. 그때까지 오스만 제국에서 고위직을 장악하던 파나르 사람들은 독립 이후 수상한 세력으로 여겨져, 자신들의 특권과 지위를 잃었다. 그리스인 은행가와 상인들이 많던 콘스탄티노폴리스와 오스만 제국의 다른 지역에서는 이들을 대신하여 대개 아르메니아 은행가들이 이들을 대체하였으며, 불가리아인 상인들이 중요하게 되었다.
신생 그리스는 작고 가난한 나라였으나, 장기적으로 보았을 때 그리스의 독립은 오스만 제국의 몰락을 알리는 전조였다. 처음으로 그리스도 교도 신민들이 제국의 지배에서 벗어나 독립을 얻고 완전한 독립 국가를 세워 유럽에 인정을 받은 것이다. 그리스의 해방은 세르비아인, 불가리아인, 루마니아인, 아랍인 등 오스만 제국의 다른 피지배 민족에게도 희망을 주어 장차 투쟁을 통해 독립을 얻게 된다. 그러나 쿠르드족과 아르메니아인은 독립에 실패하였다. 또 그리스 혁명으로 빈 체제의 정통주의 원칙은 흔들리게 되었다. 에스파냐 반란과 나폴리 반란 문제에서 강경하게 자유주의의 진압을 주장하던 자칭 빈 체제의 수호자 러시아가 그리스 독립 전쟁에서는 그리스의 독립을 지지하고 나섬으로써 체제의 원칙이 무엇인지 아리송해졌고, 언제든지 5대 강국의 합의로 현상이 변경될 수 있다는 선례가 남게 되었다. 이는 이어지는 벨기에의 독립에 영향을 주었다. 그리스 독립 전쟁이 끝나자 러시아계 폴란드 사람들은 그리스의 승리에 고무되어 독립을 되찾고자 11월 봉기를 일으켰다. 그러나 반란은 실패하였으며, 폴란드의 해방은 1918년에야 이루어졌다.
신생 그리스 국가는 점차 영토를 확대하여, 19세기에 마케도니아 일부 지방, 크리티, 이피로스, 에게 해 제도와 여타 그리스어권 영토를 그리스로 통합하였다. 오스만의 지배를 받으며 가난하고 개발도 되지 못했던 그리스는 19세기 말에 더할 나위 없는 경제 발전을 이루어, 20세기에 세계 최대의 선단을 거느린 해운국의 토대를 닦았다.

## 같이 보기
- 그리스의 역사
- 근대 그리스
- 그리스 왕국
- 빈 체제
- 빈 회의
- 나바리노 해전

## 참고 문헌
- Απομνημονεύματα Μακρυγιάννη - εκδοση Γιάννη Βλαχογιάννη 1908

### 2차 출처
- Adanir, Fikret (2006). 〈Semi-autonomous Provincial Forces in the Balkans and Anatolia〉.   Fleet, Kate; Faroqhi, Suraiya; Kasaba, Reşat. 《The Cambridge History of Turkey》 3. Cambridge University Press. ISBN 0-521-62095-3.
- Batalas, Achilles (2003). 〈Send a Thief to Catch a Thief: State-building and the Employment of Irregular Military Formations in Mid-Nineteenth-Century Greece〉.   Diane E. Davis; Anthony W. Pereira. 《Irregular Armed Forces and Their Role in Politics and State Formation》. Cambridge University Press. ISBN 0-521-81277-1.
- Barker, Philip W. (2008). 〈Greece〉. 《Religious Nationalism in Modern Europe》. Taylor & Francis. ISBN 0-415-77514-0.
- Bisaha, Nancy (2006). 〈Byzantium and Greek Refugees〉. 《Creating East and West》. University of Pennsylvania Press. ISBN 0-8122-1976-7.
- Booras, Harris J. (1934). 《Hellenic Independence and America's Contribution to the Cause》. Tuttle. ASIN B-002-2FSTL-I.
- Bowman, Steven (2004). 〈The Jews in Greece〉.   Ehrlich, Leonard H.; Bolozky, Shmuel; Rothstein, Robert A.; Schwartz, Murray; Berkovitz, Jay R.; Young, James E. 《Textures and Meanings: Thirty Years of Judaic Studies at the University of Massachusetts Amherst》. University of Massachusetts Amherst. 2010년 3월 23일에 원본 문서 (PDF)에서 보존된 문서. 2017년 12월 31일에 확인함.
- Brewer, David (2003). 《The Greek War of Independence: The Struggle for Freedom from Ottoman Oppression and the Birth of the Modern Greek Nation》. Overlook Press. ISBN 1-58567-395-1.
- Bridge, F.R.; Bullen, Roger (2005). 〈Every Nation for Itself〉. 《The Great Powers and the European States System 1814–1914》. I.B. Tauris. ISBN 0-582-78458-1.
- Brown, L. Carl (1984). 《International Politics and the Middle East: Old Rules, Dangerous Game》. I.B.Tauris. ISBN 1-85043-000-4.
- Clogg, Richard (2002) [1992]. 《A Concise History of Greece》 Seco판. Cambridge, UK: Cambridge University Press. ISBN 0-521-00479-9.
- Dakin, Douglas (1973). 《The Greek struggle for independence, 1821–1833》. University of California Press. ISBN 0-520-02342-0.
- Clogg, Richard (May 1972). “Review, The Great Church in Captivity:A study of the Patriarchate of Constantinople from the Eve of the turkish Conquest to the Greek War of Independence”. 《Middle Eastern Studies》 8 (2): 247–257.
- Detorakis, Theocharis (1988). 〈Η Τουρκοκρατία στην Κρήτη ("Turkish rule in Crete")〉.   Panagiotakis, Nikolaos M. 《Crete, History and Civilization》 (그리스어) II. Vikelea Library, Association of Regional Associations of Regional Municipalities. 333–436쪽.
- Dodsley, James (1833). 《Annual Register》. University of California. 910쪽.
- Frazee, Charles A. (1969). 〈The Year of Revolution 1821〉. 《The Orthodox Church and Independent Greece》. CUP Archive.
- Georgiades–Arnakis, G. (September 1952). “The Greek Church of Constantinople and the Ottoman Empire”. 《The Journal of Modern History》 24 (3): 235–250. doi:10.1086/237518. JSTOR 1875481.
- Goldstein, Erik (1992). 《Wars and Peace Treaties, 1816–1991: 1816–1991》. Routledge. ISBN 0-415-07822-9.
- Grenet, Mathieu (2016). 《La fabrique communautaire. Les Grecs à Venise, Livourne et Marseille, 1770-1840》. École française d'Athènes and École française de Rome. ISBN 978-2-7283-1210-8.
- Hitchins, Keith (1996). 〈The Beginnings of a Modern State〉. 《The Romanians, 1774–1866》. Clarendon Press. ISBN 978-0198205913.
- Howarth, David (1976). 《The Greek Adventure》. Atheneum. ISBN 0-689-10653-X.
- Jelavich, Barbara (1983). 《History of the Balkans, 18th and 19th centuries》. New York: Cambridge University Press. ISBN 0-521-27458-3.
- Kassis, Kyriakos (1979). 《Mani's History》. Athens: Presoft.
- Koliopoulos, John S. (1987). 《Brigands with a Cause: Brigandage and Irredentism in Modern Greece, 1821–1912》. Clarendon. ISBN 0-19-888653-5.
- Koliopoulos, John S.; Veremis, Thanos M. (2004). 〈A Regime to Suit the Nation〉. 《Greece: the Modern Sequel》. C. Hurst & Co. Publishers. ISBN 1-85065-463-8.
- Krimbas, Costas B. (2005). “Greek Auditors in the Courses of Jean Lamarck”. 《The Historical Review》 2: 153–159. 23 July 2011에 원본 문서에서 보존된 문서.
- Mazower, Mark (2004). 《Salonica, City of Ghosts: Christians, Muslims and Jews, 1430–1950》. London: HarperCollins. ISBN 0-00-712023-0.
- McGregor, Andrew James (2006). 〈Egypt in the Greek Revolution〉. 《A Military History of Modern Egypt》. Greenwood Publishing Group. ISBN 0-275-98601-2.
- Miller, William (1966). 〈The War of Greek Independence〉. 《The Ottoman Empire and Its Successors》. Routledge. ISBN 0-7146-1974-4.
- Milton, John; Diekhoff, John Siemon (1965). 《Milton on himself》. Cohen & West. 267쪽. OCLC 359509.
- Panagiotopoulos, Vassilis, 편집. (2003). 《History of Modern Hellenism》 (그리스어) III. Athens: Ellinika Grammata. ISBN 960-406-540-8.

- Papageorgiou, Stephanos P. "The First Year of Freedom". pp. 53–72.
- Theodoridis, Georgios K. "A Modern State". pp. 125–142.
- Tzakis, Dionysis "The Military Events (1822–1824)". pp. 73–102.

- Paparrigopoulos, Constantine; Karolidis, Pavlos (1925). 《History of the Hellenic Nation》. Athens: Eleftheroudakis.
- Rivlin, Brancha (1988). 《The Holocaust in Greece》. Keterpress Enterprises Jerusalem.
- Roy, Christian (2005). 〈Annunciation〉. 《Traditional Festivals》. ABC-CLIO. ISBN 1-57607-089-1.
- St. Clair, William. 《That Greece Might Still Be Free – The Philhellenes in the War of Independence》 2 2009판. Open Book Publishers. doi:10.11647/OBP.0001.
- Stavrianos, L.S. (2000). 〈Age of Nationalism 1815–1878〉. 《The Balkans since 1453》. C. Hurst & Co. Publishers. ISBN 1-85065-551-0.
- Sayyid-Marsot, Afaf Lutfi (1984). 〈Expansion to what End〉. 《Egypt in the Reign of Muhammad Ali》. Cambridge University Press. ISBN 0-521-28968-8.
- Stoianovich, Traian (1960). “The Conquering Balkan Orthodox Merchant”. 《The Journal of Economic History》 (Cambridge University Press) 20 (2): 234–313.
- Svoronos, Nikos (2004). 〈The Ideology of the Organization and of the Survival of the Nation〉. 《The Greek Nation》. Polis. ISBN 960-435-028-5.
- Svoronos, Nikos G. (1999) [first edition 1972 in French]. 《History of Modern Greece》 (그리스어). 번역 Aikaterini Asdracha 2007판. Athens: Themelio. ISBN 978-960-7293-21-3.
- Topping, Peter (June 1961). “Greek Historical Writing on the Period 1453–1914”. 《The Journal of Modern History》 33 (2): 157–173. doi:10.1086/238781.
- Trudgill, Peter (2000). 〈Greece and European Turkey〉.   Barbour, Stephen; Carmichael, Cathie. 《Language and Nationalism in Europe》 3. Oxford University Press. ISBN 0-19-823671-9.
- Troyat, Henri (1984). 《Alexander of Russia》. St Edmundsbury Press. ISBN 0-450-06041-1.
- Vacalopoulos, Apostolos E. (1973). 《History of Macedonia, 1354–1833 (translated by P. Megann)》. Zeno Publishers. ISBN 0-900834-89-7.
- Vakalopoulos, Apostolos E. (1974).  Ιστορία του νέου ελληνισμού, Τόμος Α′: Αρχές και διαμόρφωσή του (Έκδοση Β′) [History of modern Hellenism, Volume I: Its origins and formation (2nd Edition)] (그리스어). Thessaloniki.
- Vakalopoulos, Apostolos E. (1976). 《Ιστορία του νέου ελληνισμού, Τόμος B′: Οι ιστορικές βάσεις της νεοελληνικής κοινωνίας και οικονομίας (Έκδοση Β′)》 [History of modern Hellenism, Volume II: The historical basis of modern Greek society and economy (2nd Edition)] (그리스어). Thessaloniki.
- Vakalopoulos, Apostolos E. (1968).  Ιστορία του νέου ελληνισμού, Τόμος Γ′: Τουρκοκρατία 1453–1669 - Οι αγώνες για την πίστη και την ελευθερία (Έκδοση Β′) [History of modern Hellenism, Volume III: Turkish rule 1453–1669 - Struggles for faith and freedom (2nd Edition)] (그리스어). Thessaloniki.
- Vakalopoulos, Apostolos E. (1973).  Ιστορία του νέου ελληνισμού, Τόμος Δ′: Τουρκοκρατία 1669–1812 - Η οικονομική άνοδος και ο φωτισμός του γένους (Έκδοση Β′) [History of modern Hellenism, Volume IV: Turkish rule 1669–1812 - Economic upturn and enlightenment of the nation (2nd Edition)] (그리스어). Thessaloniki.
- Vakalopoulos, Apostolos E. (1980).  Ιστορία του νέου ελληνισμού, Τόμος Ε′: Η Μεγάλη Ελληνική Επανάσταση (1821–1829) - Οι προϋποθέσεις και οι βάσεις της, 1813–1822 [History of modern Hellenism, Volume V: The Great Greek Revolution (1821–1829) - Its preconditions and foundations, 1813–1822] (그리스어). Thessaloniki.
- Vakalopoulos, Apostolos E. (1982).  Ιστορία του νέου ελληνισμού, Τόμος ΣΤ′: Η Μεγάλη Ελληνική Επανάσταση (1821–1829) - Η εσωτερική κρίση (1822–1825) [History of modern Hellenism, Volume VI: The Great Greek Revolution (1821–1829) - Internal Crisis (1822–1825)] (그리스어). Thessaloniki.
- Vakalopoulos, Apostolos E. (1986).  Ιστορία του νέου ελληνισμού, Τόμος Ζ′: Η Μεγάλη Ελληνική Επανάσταση (1821–1829) - Ο αφρικανικός σιμούν, ή η επιδρομή του Ιμπραήμ στην Ελλάδα (1825–1828) [History of modern Hellenism, Volume VII: The Great Greek Revolution (1821–1829) - The African simoom, or Ibrahim's raid in Greece (1825–1828)] (그리스어). Thessaloniki.
- Vakalopoulos, Apostolos E. (1988).  Ιστορία του νέου ελληνισμού, Τόμος Η′: Η Μεγάλη Ελληνική Επανάσταση (1821–1829) - Ιωάννης Καποδίστριας, ή η επώδυνη γένεση του νεοελληνικού κράτους (1828–27 Σεπτ. 1831) [History of modern Hellenism, Volume VIII: The Great Greek Revolution (1821–1829) - Ioannis Kapodistrias, or the painful birth of the modern Greek state (1828–27 Sept. 1831)] (그리스어). Thessaloniki: Emm. Sfakianakis & Sons.
- Vacalopoulos, Apostolos E. (1975). 《The Greek Nation, 1453–1669: the Cultural and Economic Background of Modern Greek Society》. Rutgers University Press. ISBN 0-8135-0810-X.
- Verzijl, Jan Hendrik Willem (1968). 《International Law in Historical Perspective》 VI. Martinus Nijhoff Publishers. ISBN 90-286-0223-2.